# Operation Protective Edge
Die Operation Protective Edge (hebräisch מִבְצָע צוּק אֵיתָן Mivẓaʿ Ẓūq ʾÉyṯan, deutsch ‚Operation starkes Kliff, Operation Felsvorsprung‘, sinngemäß eher: ‚Operation Fels in der Brandung‘) war eine Militäroperation der israelischen Verteidigungsstreitkräfte (IDF). Sie begann am 8. Juli 2014 als Reaktion auf anhaltenden Raketenbeschuss Israels durch die Terrororganisation Hamas und andere militante palästinensische Gruppen aus dem Gazastreifen und endete am 26. August 2014 mit einer unbefristeten Waffenruhe.
Die Militäroperation gehört zum Israelisch-Palästinensischen Konflikt und ist als solche Teil des Nahostkonflikts. In den Medien wurde auch die Bezeichnung Gazakrieg oder Gazakonflikt verwendet.

## Ausgangslage

### Vorgeschichte
Am 2. Juni 2014 wurde in den Palästinensischen Autonomiegebieten mit Unterstützung der bis dahin zerstrittenen Fatah und der Hamas eine „Regierung des nationalen Konsenses“ aus nicht parteigebundenen Fachleuten gebildet. Die Regierungsbildung wurde u. a. vom UN-Generalsekretär begrüßt. Die USA erkannten die „Regierung des nationalen Konsenses“ zumindest an, während Israel sie ablehnte.
Am 12. Juni 2014 wurden drei israelische Jugendliche beim Trampen im Westjordanland entführt. Einer der Jugendlichen konnte mit seinem Mobiltelefon noch einen Notruf an die Polizei absetzen; dann war ein Geräusch zu hören, das an Schüsse erinnerte. Nachdem die Polizei zunächst von einem Notrufmissbrauch ausgegangen war, begann die Fahndung nach Entführern und Entführten, bei der im Westjordanland zahlreiche Hausdurchsuchungen und rund 300 Festnahmen erfolgten. Dabei kam es zu schweren Zwischenfällen mit mehreren Verwundeten und Toten. Israelische Behörden machten Mitglieder der Hamas für die Tat verantwortlich, die ihrerseits zunächst jede Verantwortung zurückwies. Hamas warf Israel vor, den Fall als Vorwand für weitere Militäraktionen gegen Palästinenser zu missbrauchen. Die Festnahme ihrer gesamten Führungsriege im Westjordanland und mehrerer erst kurz zuvor freigelassener Hamasmitglieder kommentierte ein Sprecher damit, „das Tor zur Hölle“ sei „aufgestoßen“. Als „Antwort auf dieses Vorgehen“ intensivierten die Kassam-Brigaden und andere palästinensische Milizen den Beschuss mit Raketen auf Israel. Zwischen Mitte Juni und Anfang Juli wurden etwa 200 Raketen aus Gaza auf israelisches Gebiet abgefeuert. Am 30. Juni wurden die Leichen der Jugendlichen von der israelischen Armee nördlich von Hebron aufgefunden. Sie waren bereits kurz nach der Entführung ermordet worden. In einem am 22. August 2014 veröffentlichten Interview mit Yahoo-News gab Hamas-Führer Chalid Maschal zu, dass die Ermordung der drei durch Mitglieder seiner Organisation erfolgte, und rechtfertigte dies als legitime Widerstandshandlung, bestritt jedoch, dass die politische Führung von Hamas hinter der Tat stünde.
Am 2. Juli wurde ein palästinensischer Jugendlicher in Ostjerusalem verschleppt und ermordet. Die Polizei ging von einem Racheakt aus. Der israelische Geheimdienst verhaftete vier Tage später sechs junge jüdische Israelis, die der Tat verdächtigt wurden. Drei der sechs Verdächtigen gestanden den Mord an dem Jugendlichen kurze Zeit später. Von Seiten der israelischen Regierung wurde ihnen „Rassismus gegen Unschuldige“ vorgeworfen. Gegen sie wurde wenige Tage nach dem Geständnis von der israelischen Staatsanwaltschaft Mordanklage erhoben. Im Mai 2016 wurden die drei Angeklagten zu Haftstrafen von je zweimal lebenslänglich und einmal 21 Jahren verurteilt. Im Februar 2018 lehnte das Oberste Gericht Israels ihre Anträge auf Revision ab. Das Verbrechen gilt als ein Beitrag zur Gewalteskalation vor Beginn der israelischen Militäroperation.
Am 3. Juli gab die israelische Luftwaffe an, als Antwort auf Raketenangriffe aus Gaza mehrere Ziele aus der Luft angegriffen zu haben.

### Motive der Konfliktparteien
Beobachter gehen davon aus, dass über den vordergründigen Anlass der vier Teenagermorde und die folgende Verhaftungswelle hinaus das entscheidende Motiv der Hamas für die Intensivierung des Raketenbeschusses der Verlust an Einfluss und finanziellen Zuwendungen in den letzten Jahren war. Da sich die Hamas auf die Seite der sunnitischen Rebellen im Syrischen Bürgerkrieg gegen den iranisch gestützten Präsidenten Assad gestellt hatte, waren rund 20 Millionen US-Dollar monatlich weggebrochen, die der bisherige Hauptunterstützer, der schiitische Iran, an die Hamasregierung gezahlt hatte. Weiterhin wirkte sich der Umsturz in Ägypten nachteilig aus, weil nun die Unterstützung der sunnitischen Muslimbrüder wegfiel und die Grenzen gesperrt wurden. Frieden zu halten brächte der Hamas nach solchen Einschätzungen keine Vorteile, während man als Gegenleistung für die Beendigung des Raketenfeuers in Verhandlungen Zugeständnisse erzwingen könnte.
Israel gab als Ziel seiner militärischen Aktivitäten an, den aus dem Gazastreifen stammenden Raketenbeschuss auf die eigene Zivilbevölkerung zu beenden. Im Laufe der Kämpfe verlagerte sich der Schwerpunkt der israelischen Operation auf das Aufspüren und Vernichten von Tunnelsystemen, die die Hamas offenbar angelegt hatte, um israelisches Gebiet für weitere terroristische Aktivitäten zu infiltrieren.

## Verlauf
Von Israel wird das eigene militärische Vorgehen als „Operation Fels in der Brandung“, auch „Operation Schutzrand“, „Operation schützende Klippe“, „Operation Schutzlinie“, wörtlich „Operation mächtige, unerschütterliche Klippe“ bezeichnet.

### Phase 1: Artillerie- und Luftangriffe

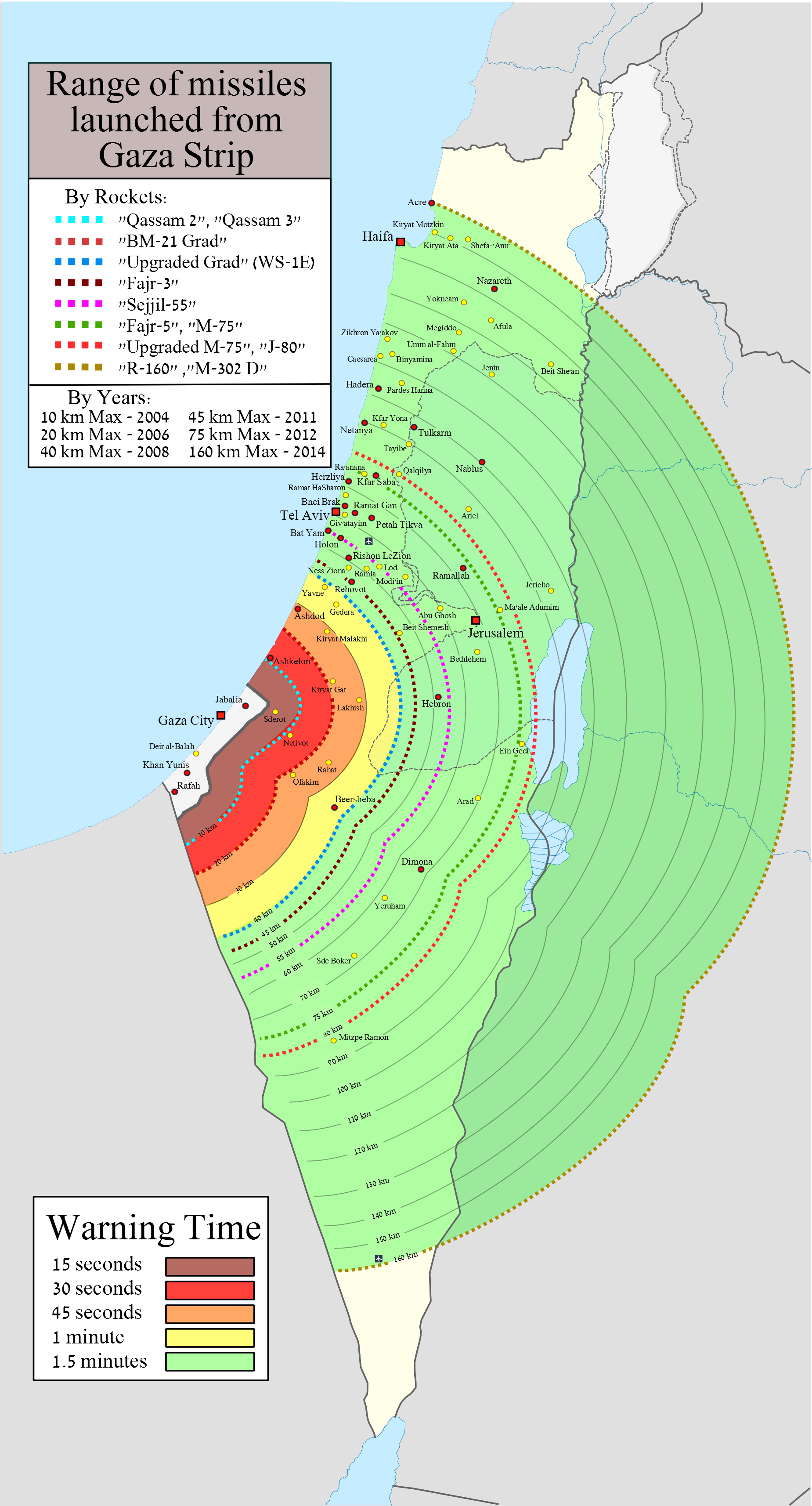
Reichweiten palästinensischer Raketen

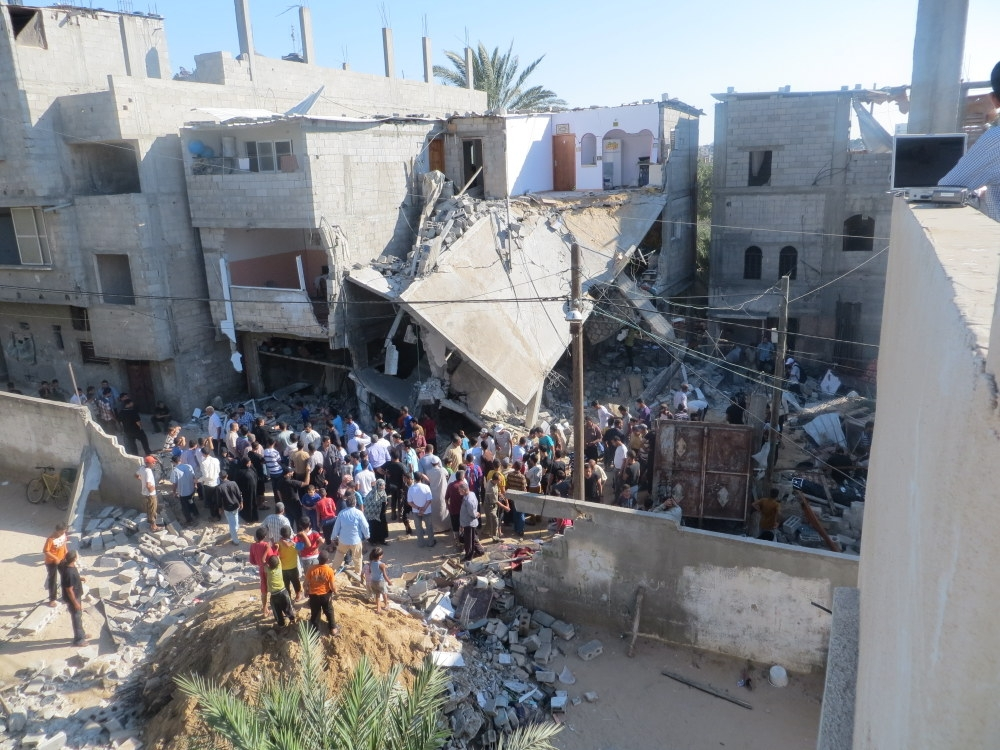
Getroffenes Haus im Gazastreifen

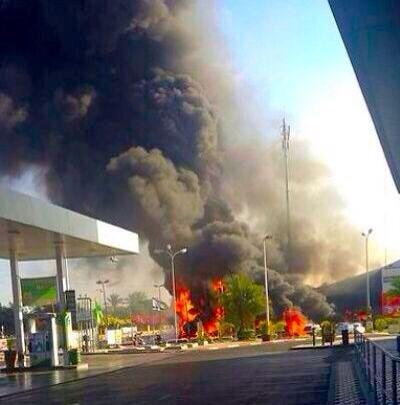
Raketentreffer in einer Tankstelle in Aschdod

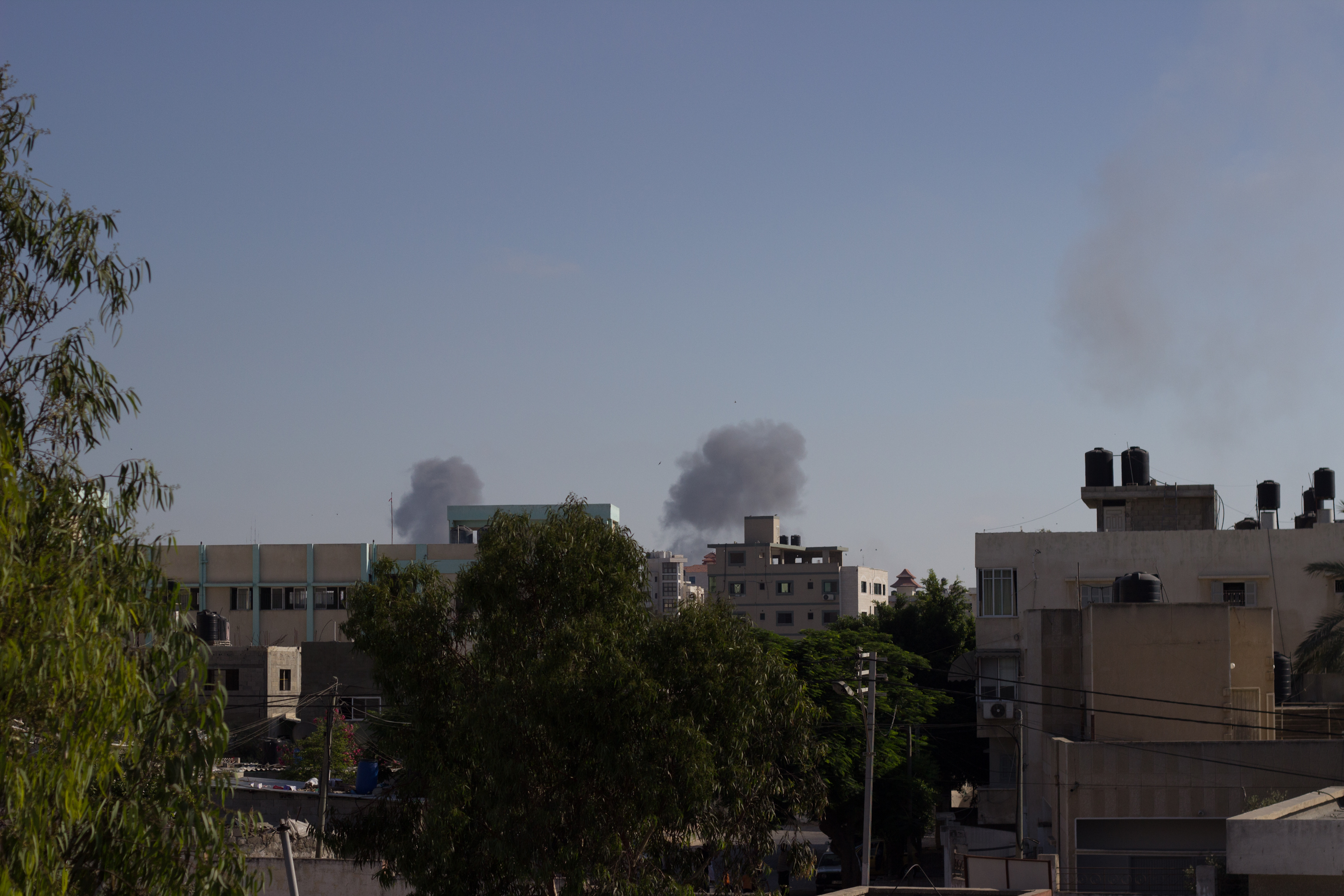
Israels Armee bombardiert Ziele in Ansar (Gazastreifen).

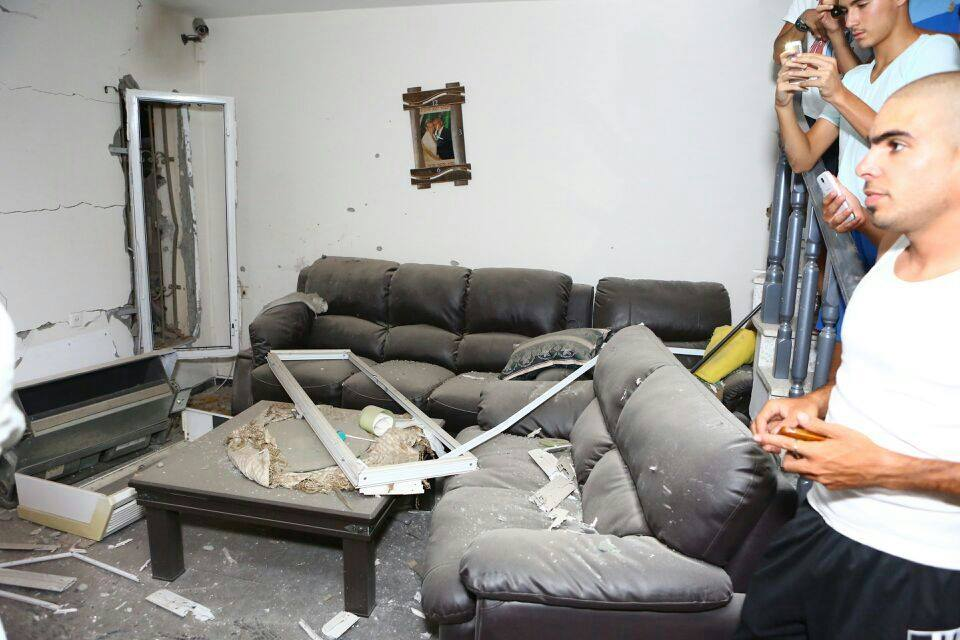
Ein Haus in Beʾer Scheva wurde am 10. Juli 2014 von einer aus dem Gazastreifen abgefeuerten Rakete getroffen.

Am 8. Juli gab die israelische Armee den Beginn einer militärischen Operation mit dem Namen „Protective Edge“ bekannt. Am ersten Tag der Operation griff die israelische Luftwaffe etwa 50 Ziele in Gaza an. Zur gleichen Zeit begann Israel auch Truppen für eine mögliche Bodenoffensive zusammenzuziehen.
Das Hilfswerk der Vereinten Nationen für Palästina-Flüchtlinge im Nahen Osten (UNRWA) berichtete am 12. Juli von der Unterbrechung von weiten Teilen der Elektrizitätsversorgung in Gaza-Stadt durch von Hamas abgefeuerte Raketen und von 25 Getöteten im Gazastreifen allein in den letzten 24 Stunden. Insgesamt 130 Menschen seien seit dem 8. Juni im Gaza-Streifen getötet worden, darunter etwa 28 Kinder. Eine vom arabischen Sender Al Jazeera veröffentlichte detaillierte Liste weist unter den ersten 130 Toten jedoch 16 Kinder und acht Jugendliche aus. Das israelische Militär teilte mit, eine Rakete der Hamas habe Teile des Stromnetzes außer Funktion gesetzt und rund 70.000 Menschen von der Stromversorgung abgeschnitten.
Am 13. Juli drangen erstmals seit Beginn der Operation israelische Kommandotruppen in den Gazastreifen ein, um eine Abschussanlage zu zerstören. Bis zu diesem Zeitpunkt waren mehr als 783 Raketen auf Israel abgefeuert worden, 143 davon wurden vom Raketenabwehrsystem Iron Dome abgefangen – das israelische Militär hatte bis dahin etwa 1220 Ziele angegriffen.
Am 14. Juli ging man von mehr als 800 Raketen aus, die bisher auf Israel abgefeuert worden waren, 1300 Angriffe hätte die israelische Luftwaffe seit Beginn der Operation am 8. Juli geflogen.
Ägyptische Stellen hatten am 14. Juli den Konfliktparteien einen Waffenstillstand und anschließende Friedensverhandlungen in Kairo vorgeschlagen. Das israelische Sicherheitskabinett nahm den Vorschlag an, Vertreter der Hamas weigerten sich dagegen und nannten eine Reihe von Vorbedingungen, die erfüllt werden müssten, damit sie in Verhandlungen treten würden, darunter die Freilassung diverser Gefangener aus israelischer Haft und die Öffnung eines Grenzübergangs nach Ägypten. Nach der Ablehnung des Waffenstillstandsangebots und dem fortgesetzten Beschuss israelischen Gebietes aus Gaza gaben israelische Stellen am 15. Juli eine Intensivierung ihrer Militäroperation im Gazastreifen bekannt.
Am 16. Juli entdeckte ein UNRWA-Mitarbeiter etwa 20 Raketen, die in einem Schulgebäude der UNRWA in Gaza gelagert waren. Die Behörde verurteilte anschließend das Lagern von Waffen auf ihrem Gelände und gab an, dass man die relevanten Parteien über den Fund informiert und für eine Entfernung der Raketen gesorgt habe. Man versprach weiterhin, eine Untersuchung einzuleiten. Israelische Stellen gaben bekannt, dass ihnen Informationen vorlägen, nach denen die UNRWA-Mitarbeiter die Waffen nicht etwa unbrauchbar gemacht hätten, sondern sie der Hamas übergeben hätten. Die UNRWA lehnte es nach israelischen Angaben ebenfalls ab, Fotos der Auffindesituation an Israel zu übergeben.
Am frühen Morgen des 17. Juli verschaffte sich ein Hamaskommando durch einen Tunnel Zutritt zum israelischen Staatsgebiet. Die schwer bewaffneten Kämpfer verließen den Tunnel rund 250 Meter hinter den Grenzbefestigungen, etwa 1,5 Kilometer vom Kibbuz Sufa entfernt. Das israelische Militär gab an, die Kämpfer seien zurück in den Tunnel geflohen, sobald sie erkannten, dass sie entdeckt worden waren; die Hamas verkündete, die Kämpfer hätten sich nach Ausführung ihres Auftrages zurückgezogen.

### Phase 2: Bodenoffensive

#### 17. bis 19. Juli: Anlaufen der Bodenoffensive

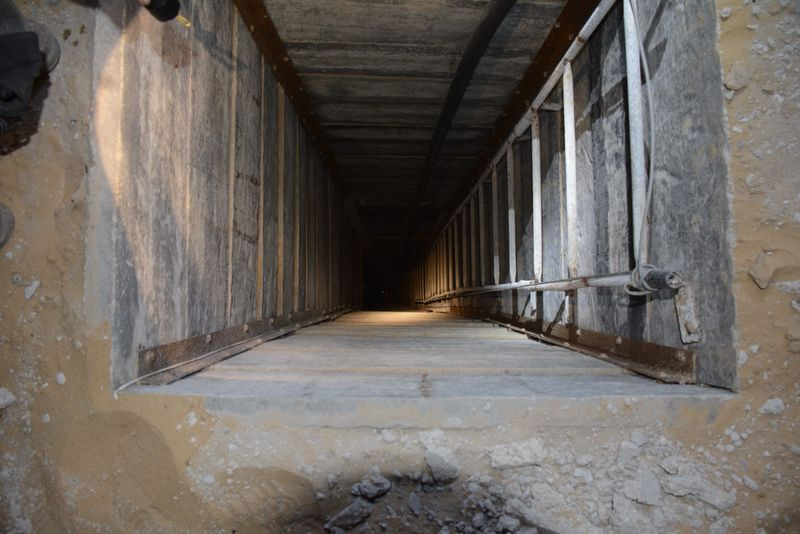
Vom israelischen Militär entdeckter Eingang zu einem Tunnel in Gaza

Im weiteren Verlauf des 17. Juli verkündeten beide Seiten eine fünfstündige „humanitäre Feuerpause“, die u. a. vom UN-Koordinator für den Nahost-Friedensprozess, Robert Serry, vermittelt wurde. Sie sollte den Zivilisten dazu dienen, Verletzte zu behandeln, das Nötigste zu erledigen oder zu flüchten. Zudem kündigte Israel an, den Tod von vier palästinensischen Kindern untersuchen zu wollen.
Die Waffenruhe wurde von Seiten der Hamas jedoch schon kurz nach Beginn mehrmals gebrochen. Da weitergehende Verhandlungen nicht zustande kamen, nahmen beide Seiten nach Ablauf der Feuerpause den Beschuss wieder auf. Hamas feuerte wieder Raketen ab, Israel setzte nun erstmals in diesem Konflikt in größerem Umfang Bodentruppen ein. Deren Primärziel war die Zerstörung des Tunnelsystems der Hamas, das diese zur Infiltration des israelischen Staatsgebiets für Anschläge und Geiselnahmen nutzt. Nach israelischen Angaben wurden am ersten Tag der Bodenoffensive 13 Hamas-Kämpfer getötet und 20 Raketenabschussrampen zerstört, die eigenen Ausfälle waren ein Toter und sieben Verletzte. Palästinensische Stellen sprachen von 23 Toten.

#### 20. bis 22. Juli: Steigende Verluste und Störung des Flugverkehrs
Der 20. Juli brachte mit 13 gefallenen Soldaten vor allem für die Golani-Brigade Verluste, deren drusischer Kommandeur Oberst Ghassan Alian verwundet wurde. Unter den 13 Getöteten befanden sich auch zwei Staatsbürger der USA. Damit stieg die Gesamtzahl der bis zu diesem Zeitpunkt gefallenen israelischen Soldaten auf 18.
Der größte Verlust mit sieben Gefallenen entstand dabei durch Auffahren eines gepanzerten Mannschaftstransportwagens auf eine Panzermine, anderen Quellen zufolge wurde ihr Kampffahrzeug von einem RPG-Geschoss getroffen. Wie am 22. Juli bekannt wurde, konnten von den sieben Besatzungsmitgliedern des israelischen Truppentransporters nur sechs geborgen werden. Ein Sprecher der Hamas behauptete, dass seine Organisation am 20. Juli einen israelischen Soldaten gefangen genommen habe. Ob es sich dabei um das vermisste siebente Besatzungsmitglied, den 21-jährigen Oron Shaul, handelte, ist noch nicht geklärt.
Sieben weitere israelische Soldaten fielen am 21. Juli. Vier Soldaten kamen dabei durch den Beschuss mit einer RPG-Waffe ums Leben, als ihr Militärfahrzeug von dem Geschoss getroffen wurde, das von Hamas-Kämpfern abgegeben worden war. Die Kämpfer der Hamas waren durch einen Tunnel von Nord-Gaza beim Kibbuz Nir Am auf israelisches Gebiet vorgedrungen. Während eine Gruppe der Angreifer zuvor von der israelischen Luftwaffe ausgeschaltet wurde, gelang einer zweiten Gruppe der tödliche Schuss auf den israelischen Militärjeep.
Laut Angaben der israelischen Streitkräfte erhöhte sich bis zum 22. Juli (Tag 15 der Operation) die Anzahl der gefallenen Soldaten auf 27, 186 militante Palästinenser seien bei den Kämpfen getötet und 20 gefangen genommen und nach Israel verbracht worden. Seit dem Start der Operation wurden außerdem 2.040 Raketen auf Israel abgefeuert, wovon 1.570 einschlugen. 396 Geschosse wurden vom Raketenabwehrsystem Iron Dome abgefangen. Israels Armee hatte bis zu diesem Tag aus der Luft, von See und am Boden 2.924 Ziele beschossen.
UNRWA-Mitarbeiter entdeckten erneut Raketen in einer ihrer Schulen im Gazastreifen. Wie schon am 16. Juli verurteilte die Organisation die Lagerung von Waffen in ihren Einrichtungen, zog in diesem Fall aber ihre Mitarbeiter sofort aus dem Gebäude ab, so dass die Anzahl und der Verbleib der Raketen nicht ermittelt wurde. Erneut wurde eine umfassende Untersuchung angekündigt. Die offizielle Zahl der Todesopfer auf Seite der Palästinenser beläuft sich nach Angaben von Krankenhaussprechern bis 22. Juli auf 633. Der UN-Generalsekretär Ban Ki-moon verurteilte am 23. Juli 2014 die Lagerung von Raketen in einer Schule der UNRWA, dadurch haben die Verantwortlichen die Schule zu einem legitimen militärischen Ziel gemacht und die Leben unschuldiger Kinder, der Beschäftigten der UN und aller Zivilisten, die die Schulen als Schutzraum nutzen, gefährdet. Auch wies der Generalsekretär darauf hin, dass dies der Resolution 1860 des UN-Sicherheitsrates vom 8. Januar 2009 widerspreche, die zu einem Ende des Waffenschmuggels aufruft.
Am 22. Juli 2014 stellten zahlreiche Fluggesellschaften den Flugbetrieb auf dem Flughafen Ben Gurion in Tel Aviv vorerst ein, nachdem die US-Luftfahrtbehörde FAA den Anflug verboten und die Europäische Agentur für Flugsicherheit (EASA) vom Anflug abgeraten hatte, da in 1,6 km Entfernung zum Flugplatz eine Hamas-Rakete eingeschlagen war. Beim Flughafen Ben Gurion handelt es sich um den wichtigsten Flughafen in Israel mit internationalen Verbindungen. Der damalige Flughafen Eilat-Ovda – heute Militärflugplatz Ovda – wurde als Ersatzflugziel bereitgestellt. Zwei Tage später nahmen die ersten Airlines den Flugbetrieb wieder auf. Lufthansa und Air Berlin taten dies am 26. Juli 2014.

#### 23. und 24. Juli: Weitere Opfer und Beschuss von UN-Einrichtungen
Am Morgen des 23. Juli gab die israelische Armee den Tod zweier weiterer Soldaten bekannt, die am Vorabend gefallen waren. Unter den beiden Toten befand sich ein 36-jähriger Kompaniechef des Panzerkorps, der durch einen Scharfschützen ums Leben kam. Um die Mittagszeit schlug eine Hamas-Rakete in der Nähe von Aschkelon ein und verwundete dabei einen Erntehelfer aus Thailand so schwer, dass er im Krankenhaus seinen Verletzungen erlag.
Die UNRWA beschuldigte Israel, eine Mädchenschule im Maghazi-Lager angegriffen zu haben, in der sich Flüchtlinge aufhalten. Der Einschlag eines Explosivkörpers habe ein Kind verletzt. Bei einer anschließenden Besichtigung der Anlage sei es zu weiterem Beschuss gekommen, obwohl man Israel zuvor über den Einsatz des Personals informiert habe. UNRWA-Vertreter forderten eine Untersuchung. Im Laufe des Tages erhöhte sich die Anzahl der gefallenen israelischen Soldaten auf 32, nachdem in Süd-Gaza drei Angehörige einer Fallschirmjäger-Einheit gefallen waren. Weitere verwundete Fallschirmjäger wurden in Spitäler geflogen. Neben den eigenen Verlusten gab die israelische Armee auch bekannt, dass sie seit Beginn der Bodenoffensive mehr als 200 Kämpfer der Hamas getötet hatte, darunter auch einige militärische Anführer des Gegners. Die Armee verkündete außerdem, dass sie gegen eigene Soldaten ermittelte, die im Verdacht standen, die Namen von Gefallenen in sozialen Medien zu veröffentlichen, bevor deren Angehörige offiziell informiert werden konnten.
In der Nacht auf den 24. Juli kam es in Bethlehem zu Ausschreitungen, als palästinensische Jugendliche mit Steinen und Molotow-Cocktails israelische Soldaten attackierten. Diese antworteten mit Tränengas und dem Einsatz eines Wasserwerfers. In der Nacht griff die israelische Luftwaffe mehr als 30 Ziele in Gaza an. Wie palästinensische Offizielle am Morgen des 24. Juli bekanntgaben, hatte es in den letzten Stunden 18 Tote durch die Aktionen der israelischen Armee gegeben. Damit stieg die Gesamtverlustzahl in Gaza auf 714 Personen. Unklar blieb zunächst, wer die Verantwortung für 15 Opfer trägt, die beim Einschlag eines Geschosses in einer UNRWA-Schule in Beit Hanun starben, nachdem die israelische Armee in der Umgebung Granaten verschossen und die Hamas mehrere Raketen in die Gegend gefeuert hatte. UN-Generalsekretär Ban Ki-moon verurteilte scharf den Angriff auf das Gebäude, der sich um 14.50 Uhr Ortszeit ereignete. Bei der Attacke kamen laut Aussage des UN-Spitzendiplomaten Frauen, Kinder und auch UN-Mitarbeiter ums Leben, bis zu 200 weitere Personen wurden außerdem verletzt. Palästinensischen Rettungskräften zufolge wurden an diesem Tag insgesamt 98 Menschen im Gaza-Streifen durch israelische Luftangriffe getötet.

#### 25. Juli bis 3. August: Bemühungen um eine Waffenruhe

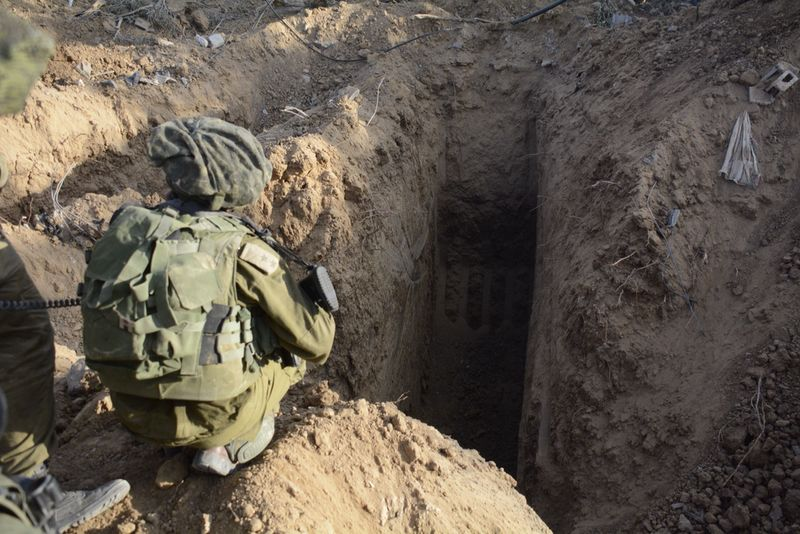
Israelische Soldaten entdecken Tunnel in Gaza

In der Nacht auf den 25. Juli erschossen israelische Sicherheitskräfte mindestens zwei palästinensische Demonstranten beim Grenzübergang Kalandina. Zuvor waren tausende Palästinenser von Ramallah aus zum Kontrollposten marschiert und hatten die israelischen Soldaten mit Steinen und Feuerwerkskörpern beworfen. Manche Beobachter sahen in dieser Entwicklung den eventuellen Beginn einer dritten Intifada. Am frühen Nachmittag des 25. Juli gab die israelische Armee den Namen des 33. Soldaten bekannt, der seit dem Beginn der Kampfhandlungen gefallen war. Zum Zeitpunkt dieser Verlautbarung war noch nicht eindeutig geklärt, ob der 36-jährige Unteroffizier ein Opfer von Eigenbeschuss geworden war. Am späten Nachmittag ließ die israelische Armee verlauten, dass Oron Shaul, jenes seit dem 20. Juli vermisste Besatzungsmitglied eines von Hamas-Kämpfern zerstörten Mannschaftstransportwagens, vom obersten Armee-Rabbiner für tot erklärt wurde. Seinen Eltern wurde von offizieller Seite mitgeteilt, dass man ihn als Gefallenen einstufte, dessen Todesort unbekannt ist. Am Abend wurde noch bekannt gegeben, dass bei heftigen Kämpfen in Zentral-Gaza ein israelischer Panzer durch ein Panzerabwehrgeschoss getroffen worden war. Dabei wurden ein Besatzungsmitglied getötet und einige weitere verwundet.
Im Verlauf der Bodenoffensive wurde das Ausmaß des Tunnelsystems der Hamas und die damit verbundenen Gefahren immer deutlicher. So sollen Verhöre von in Gaza gefangen genommenen Hamas-Anhängern aufgedeckt haben, dass zum jüdischen Neujahrsfest im September ein Massenattentat geplant war. In einem koordinierten Angriff sollten hunderte Hamas-Kämpfer durch die Tunnel ins Grenzgebiet rund um Gaza eindringen, dort gleichzeitig sechs Ortschaften angreifen und so viele Zivilisten wie möglich töten und verschleppen, wie israelische Militärs mitteilten.
Der 25. Juli war auch geprägt von diplomatischen Bemühungen des US-Außenministers John Kerry, einen Waffenstillstand zwischen Israel und der Hamas zu vermitteln. Nachdem dieser zuerst von beiden Seiten abgelehnt worden war, informierte überraschend kurz vor Mitternacht der israelische Ministerpräsident Benjamin Netanjahu den US-Minister, dass am 26. Juli ab 8.00 Uhr Ortszeit eine 12-stündige Feuerpause beginnen sollte. Die Kampfpause sollte es Rettungskräften ermöglichen, Tote zu bergen und Verletzte zu versorgen. In der Nacht vor der Waffenruhe gingen die Kämpfe unvermindert weiter. Auf israelischer Seite forderten diese zwei Gefallene, drei Schwerverwundete und 32 Leichtverwundete. Die Armee hatte in den letzten 24 Stunden nicht weniger als 155 Ziele in Gaza angegriffen. Seit Beginn der Bodenoffensive hatte man laut Armeeangaben 31 Tunnel der Hamas entdeckt und elf davon bereits zerstört.
Laut dem aktuellen Zustandsbericht der UN-Organisation OCHA wurden seit Beginn der Kampfhandlungen 857 Personen getötet, davon wurden 649 als Zivilisten eingestuft. Unter ihnen befanden sich 194 Kinder und 101 Frauen. 94 UNRWA-Einrichtungen und 18 Spitäler wurden bei den Kämpfen beschädigt. Drei dieser Zivilisten kamen in Israel ums Leben. 167.000 Menschen hatten Zuflucht in UNRWA-Stützpunkten gesucht. Die Organisation berichtete über schwere Kämpfe in Zentral-Gaza und Nord-Gaza bei Beit Hanoun. Dort steht auch die Schule, die am 24. Juli von einem Geschoss getroffen worden war. Der UNRWA-Generalbevollmächtigte Pierre Krahenbuhl bezeichnete die Zustände nach dem Angriff, die er dort persönlich vorfand, als entsetzlich und unerträglich (appalling and intolerable).

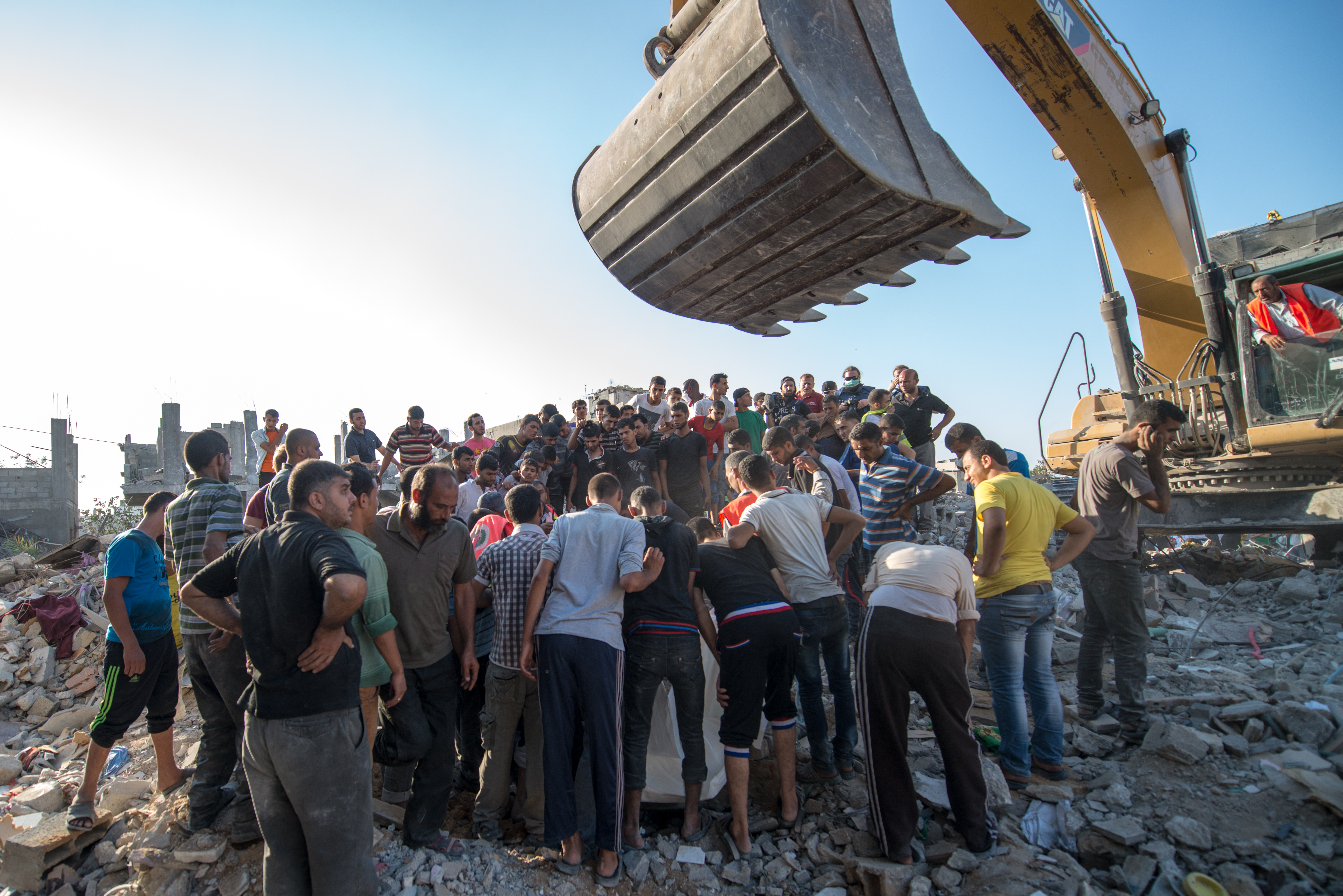
Während der dreitägigen Waffenruhe kommen die Bewohner Beit Hanuns zu ihren Häusern zurück, um unter anderem die Toten zu bergen.

Am 26. Juli um 8.00 Uhr Ortszeit trat pünktlich die vereinbarte 12-stündige Waffenruhe in Kraft, die aber wiederum von Seiten der Hamas nicht eingehalten wurde. Dies ermöglichte es den Menschen, sich mit dem Allernötigsten zu versorgen. Palästinensische Rettungskräfte konnten erstmals in Gebiete vordringen, die Israel seit Beginn seiner Bodenoffensive am 17. Juli massiv angegriffen hatte. Im Gaza-Stadtteil Sadschaija und im südlichen Ort Chan Junis bargen Helfer nach Angaben der Rettungsdienste mindestens 85 Leichen. Reportern und Kamerateams, die sich dort gleichfalls einfanden, bot sich ein Bild großflächiger Zerstörungen. Die Rettungskräfte gingen zu diesem Zeitpunkt von mindestens 985 getöteten Palästinensern und rund 6000 Verletzten aus. Zur gleichen Zeit fand in Paris ein Außenministertreffen statt, dessen Ziel es war, eine dauerhafte Waffenruhe zu erreichen. Teilnehmer der Konferenz waren US-Außenminister John Kerry, Deutschlands Außenminister Frank-Walter Steinmeier, Laurent Fabius aus Frankreich sowie Vertreter aus Großbritannien, Italien, Katar, der Türkei und der EU.
Während die Außenminister in Paris verhandelten, wurden im Gaza-Streifen trotz Waffenruhe die Opferzahlen weiter nach oben korrigiert. Israels Armee bestätigte den Tod fünf weiterer Soldaten, sodass sich die Gesamtzahl der Gefallenen auf 42 erhöhte. Israelische Luftangriffe kurz vor dem Beginn der Waffenruhe hatten 20 Tote innerhalb einer einzigen Familie gefordert, darunter elf Kinder und zwei schwangere Frauen. Zusammen mit den mehr als 130 Leichen, welche Rettungskräfte in den bis dahin unzugänglichen Gebieten fanden, stieg die Anzahl der palästinensischen Opfer auf über 1000.
Auf Bitten der UN stimmte Israels Sicherheitskabinett im Verlauf der Waffenruhe ihrer Verlängerung bis Sonntagabend einseitig zu. Die radikalislamische Hamas hingegen feuerte bereits am Samstagabend kurz nach Verstreichen der zwölfstündigen Waffenruhe weitere Raketen auf Israel, u. a. auf Tel Aviv.
Im Laufe des Sonntags (27. Juli 2014) ersuchte die Hamas die israelische Regierung um eine weitere 24-stündige Waffenruhe. Der israelische Wohnbauminister Uri Ariel forderte daraufhin Ministerpräsident Netanyahu auf, diese umgehend abzulehnen, weil es neben den Raketenangriffen der letzten Nacht auch einen toten Soldaten während der Feuerpause am Samstag gegeben hatte. Am Sonntagabend gab es diplomatische Versuche von seiten der UN, beide Konfliktparteien zu einer weiteren Waffenruhe zu bewegen. Auch US-Präsident Barack Obama telefonierte in dieser Angelegenheit mit dem israelischen Ministerpräsidenten. Der UN-Sicherheitsrat verabschiedete in der Nacht auf Montag eine Erklärung, in der beide Parteien zu einer sofortigen und bedingungslosen humanitären Waffenruhe aufgefordert wurden.
Am späten Nachmittag des 28. Juli schlug bei Eschkol eine Hamas-Rakete direkt in einer Gruppe von Zivilisten ein. Vier Menschen waren sofort tot, neun weitere wurden in Krankenhäuser transportiert. Nach Angaben der israelischen Armee wurden fünf Soldaten getötet, nachdem Hamas-Kämpfer durch einen Tunnel auf israelisches Gebiet eingedrungen waren. Im Gazastreifen starben an diesem Tag zehn Menschen bei einem Einschlag im Shifa-Spital. Hamas und Israels Armee machten sich für diesen Vorfall gegenseitig verantwortlich. Am Abend hielten Ministerpräsident Netanyahu, Verteidigungsminister Moshe Ya'alon und Generalstabschef Generalleutnant Benny Gantz eine Pressekonferenz ab. In der Nacht zum 29. Juli wurde das einzige Kraftwerk in Gaza von Panzergranaten getroffen. Das Kraftwerk musste abgeschaltet werden.
Am 29. Juli wurden erneut Raketen in einer UNRWA-Schule gefunden. Die UNRWA veröffentlichte in diesem Fall keine Angaben auf ihrer Webseite. UNRWA-Chef Pierre Krähenbühl bestätigte alle drei Funde gegenüber dem Sicherheitsrat. Nach Angaben der israelischen Streitkräfte wurden am Nachmittag drei weitere israelische Soldaten beim Einsatz im Süden des Gazastreifens getötet.
Am 30. Juli wurden bei einem Angriff auf einen Markt in einem Vorort von Gaza-Stadt nach palästinensischen Angaben mindestens 15 Menschen getötet und mehr als 150 verletzt.
Am 31. Juli wurden nach Angaben der israelischen Streitkräfte weitere fünf Soldaten durch Mörserbeschuss getötet. Die israelische Armee beschoss innerhalb von 24 Stunden 110 Ziele in Gaza. Am Abend einigten sich die Konfliktparteien nach Angaben des US-Außenministeriums auf eine 72-stündige Waffenruhe, die am 1. August 2014 um 8 Uhr Ortszeit beginnen und mindestens bis zum 4. August 2014, 8 Uhr andauern sollte. Sie hielt jedoch nur knapp zwei Stunden. Als IDF-Soldaten daran gingen, im Niemandsland bei Rafah einen Tunnel zu zerstören, griffen aus diesem mehrere Hamas-Kämpfer an, wobei sich einer selbst in die Luft sprengte. Zwei israelische Soldaten wurden dabei getötet, der IDF-Leutnant Hadar Goldin galt als vermisst. Israel ging davon aus, dass er als Gefangener in den Gazastreifen verbracht werden sollte, und kündigte daraufhin die Waffenruhe auf, um ihn befreien zu können. Bei den nun anschließenden Gefechten im Entführungsgebiet starben mindestens 50 Palästinenser, hunderte Menschen wurden verletzt. Anschließend machten beide Seiten sich für das Scheitern der Feuerpause verantwortlich. Die Hamas bezichtigte Israel, dass die Entführung nur ein Vorwand sei, um die Waffenruhe zu brechen. Der stellvertretende Chef des Hamas-Politbüros, Mussa Abu Marsuk, behauptete, dass der Angriff „vor Beginn der Waffenruhe“ stattgefunden habe. Die Gefangennahme von Goldin erinnert an die Gefangennahme des Soldaten Gilad Schalit im Sommer 2006 durch die Hamas. Im Austausch gegen mehr als 1000 Palästinenser aus israelischer Haft wurde Schalit nach fünfjähriger Gefangenschaft freigelassen.
Die US-Regierung und der Generalsekretär der UNO, Ban Ki Moon, beschuldigten hingegen die Hamas des Bruchs der Waffenruhe und verurteilten die Entführung Goldins. Die USA forderten seine unverzügliche und bedingungslose Freilassung. Der US-Senat beschloss, Israel 225 Millionen Dollar für das israelische Raketenabwehrsystem Iron Dome zukommen zu lassen. Das US-Repräsentantenhaus muss dem noch zustimmen. Am Morgen des 3. August gaben die israelischen Streitkräfte bekannt, dass Goldin vermutlich bereits beim Hamas-Überfall am 1. August getötet worden sei. Die al-Kassam-Brigaden hatten schon am 2. August eine Entführung bestritten und mitgeteilt, dass man den Kontakt zu den an dem Überfall beteiligten Kämpfern verloren habe. Alle eigenen Kämpfer und Goldin seien wahrscheinlich beim israelischen Bombardement nach dem Angriff getötet worden. Bezüglich des Zeitpunkts des Hamas-Angriffs (vor oder nach der vereinbarten Waffenpause) gibt es nach wie vor widersprüchliche Aussagen.
Zehn Personen starben am 3. August auf einer Straße neben einer UN-Unterkunft bei Rafah, als israelische Streitkräfte drei Kämpfer des Islamischen Jihad angriffen, die die Anlage auf einem Motorrad passierten. Die von den Israelis gestartete Rakete traf das Krad, die Splitter der Explosion trafen jedoch auch eine Gruppe von Zivilisten, die außerhalb des UNO-Komplexes bei Straßenhändlern Schlange stand. Ob sich unter den zehn Opfern auch die drei Kämpfer befanden, war zunächst unklar. UN-Generalsekretär Ban Ki Moon und eine Sprecherin des US-Außenministeriums verurteilten den Angriff.
Am 4. August 2014 machte der israelische Außenminister Avigdor Lieberman den Vorschlag, dass der Gaza-Streifen in Zukunft von der UNO verwaltet werden solle.

### Phase 3: Waffenruhe 5. bis 7. August
Am 5. August vereinbarten Israel und die Hamas auf Vermittlung Ägyptens eine dreitägige Waffenruhe. Vom UNO-Generalsekretär Ban Ki-moon wurde die Vereinbarung begrüßt und ihre Einhaltung angemahnt. Kurz vor Beginn der Waffenruhe feuerte die Hamas noch 20 Raketen auf die israelischen Städte Aschdod und Aschkelon ab. Das israelische Heer erklärte, sie hätten 31 Tunnel der Hamas aufgespürt und zerstört, so dass die Maßnahme nunmehr abgeschlossen sei und man sich zurückziehe.

### Phase 4: Erneute Gefechte ab 8. August
Nach Ablauf der international ausgehandelten dreitägigen Waffenruhe – einigen Berichten zufolge bereits vorher – flogen am 8. August wieder Raketen Richtung Israel. Laut israelischen Streitkräften seien aus Gaza über 50 Raketen auf Israel abgefeuert worden, wovon die meisten unbewohntes Gebiet trafen, eine jedoch einen Zivilisten verletzte und einen Soldaten leicht verwundete. Israel erklärte, die Raketen wären Stunden vor dem Ende des Waffenstillstands abgeschossen worden. Ein Hamas-Sprecher in Gaza wies die Verantwortung für die Raketen-Angriffe zurück, während die Gruppe Islamischer Dschihad erklärte, gefeuert zu haben, weil Israel den Waffenstillstand verletzt hätte, indem es sich weigerte, den palästinensischen Forderungen in Kairo nachzukommen.
Daraufhin beauftragten Premierminister Netanyahu und Verteidigungsminister Moshe Ya'alon das Militär, kraftvoll („forcefully“) zu reagieren. Daraufhin nahm die IDF den Beschuss von Zielen im Gazastreifen wieder auf. Gemäß CNN wurden von der IDF am 9. August mindestens drei Luftangriffe geflogen, zusätzlich seien Ziele im Norden des Gazastreifens mit Artillerie beschossen worden.

### Phase 5: Zweite mehrtägige Waffenruhe vom 11. bis 19. August
Ab Montag, den 11. August 2014, trat eine erneute dreitägige Waffenruhe in Kraft. Auf Anraten des UNO-Generalsekretärs Ban Ki-Moon sollten die Konfliktparteien durch Vermittlung Ägyptens in Kairo versuchen, sich auf eine dauerhafte Waffenruhe zu einigen.

#### Waffenstillstandsverhandlungen in Ägypten
Die Hamas bestand auf der vollständigen Aufhebung der Gaza-Blockade, einem offenen Hafen und einer Fischereizone bis 12 Meilen vor der Küste. Sie verweigerte ihre Entmilitarisierung und forderte von Israel die 500 Meter breite Sicherheitszone an der Sperranlage um den Gazastreifen zurück. Darüber hinaus forderte sie einen Seehafen sowie einen internationalen Flughafen.
Israel forderte die vollständige Entmilitarisierung des Gazastreifens inklusive einer Entwaffnung der Hamas. Diese Entmilitarisierung war bereits in den israelisch-palästinensischen Friedensabkommen vorgesehen. Barack Obama und Frank-Walter Steinmeier unterstützten diese Forderung nach Demilitarisierung. Steinmeier bot zudem an, dass die EU im Rahmen einer EU-Mission die Überwachung von Grenzübergängen übernehmen könne. Der Zweck sei, den Waffenschmuggel zu unterbinden.

#### Bruch der Waffenruhe
Nachdem die ursprünglich auf drei Tage angelegte Waffenruhe weitgehend hielt und mehrmals verlängert worden war (zuletzt auf den späten Abend des 19. August), feuerten militante Palästinenser bereits am Mittag des 19. August mehrere Raketen nach Israel ab. Israel rief daraufhin seine Delegation aus Kairo zurück und kündigte eine militärische Reaktion auf den erneuten Raketenbeschuss an. Die Hamas wies wieder jede Verantwortung von sich.
Nach Darstellung der arabischen Zeitung Al Hayat scheiterten die Waffenstillstandsverhandlungen daran, dass Emir Tamim bin Hamad Al Thani von Katar von Hamaschef Khaled Maschal verlangt habe, die Verhandlungen platzen zu lassen, da Katar anstatt Ägyptens diese führen wolle. Nachdem der Emir Maschal, der zugleich Bürger Katars ist, mit Ausweisung aus Katar gedroht hatte, ordnete dieser Raketenangriffe an.

### Phase 6: Weitere Kampfhandlungen ab 19. August
In der Nacht von Dienstag, dem 19. August, auf Mittwoch wurden mindestens 50 Raketen auf Israel abgeschossen. Israel antwortete mit insgesamt 30 Luftschlägen. Am Abend des 19. August versuchte Israel zudem die gezielte Tötung des Chefs des militärischen Flügels der Hamas, Mohammed Deif. Dabei kamen eine seiner Frauen und eines seiner Kinder sowie vier weitere Personen ums Leben. Deif selbst überlebte. Der 20. August erreichte mit 168 abgefeuerten Raketen den höchsten Tageswert aller Gazakonflikte bis zu diesem Zeitpunkt. Bei nachfolgenden israelischen Angriffen wurden, palästinensischen Angaben zufolge, sechs Menschen getötet.
In der Nacht zum 21. August wurden drei hochrangige Hamas-Kommandeure getötet: Mohammed Abu Schamala sei an der Entführung des israelischen Soldaten Gilad Schalit 2006 beteiligt gewesen und habe die Infiltration Israels durch die Tunnel koordiniert. Raed al-Atar gilt als Architekt der Tunnel und habe den Waffenschmuggel koordiniert. Der dritte Tote, Mohammed Barhum, soll ein hochrangiges Mitglied der Kassam-Brigaden gewesen sein.

### Phase 7: Raketenbeschuss auch aus Syrien und Libanon ab 23. August
Am 23. August wurde Israel auch von Syrien und Libanon aus unter Raketenbeschuss genommen.
Durch den Raketenangriff aus dem Libanon wurde ein Haus in Galiläa getroffen, und zwei Kinder wurden verletzt.
Israel hat den Beschuss nicht erwidert, allerdings bei der Unifil scharf protestiert, da diese für die Grenzsicherung zwischen dem Libanon und Israel zuständig ist. Am 25. August wurde Israel erneut aus dem Libanon mit Raketen beschossen. Diesmal antwortete
Israel mit Mörserbeschuss.

### Phase 8: unbefristete Waffenruhe ab 26. August
Am 26. August trat eine erneute, diesmal unbefristete Waffenruhe in Kraft. Diese kam aufgrund ägyptischer Vermittlung zustande, nachdem Israel Zugeständnisse gemacht hatte.

## Ergebnis
Beide Seiten erklärten den Ausgang des Konfliktes jeweils zum eigenen Sieg.

### Verwirklichung der israelischen Kriegsziele
Israels primäres Kriegsziel, das Ende des Raketenbeschusses durch die Hamas und andere Palästinensergruppen, wurde verwirklicht. Das weitere Ziel, die Angriffstunnel und andere terroristische Infrastruktureinrichtungen des Feindes zu schädigen, wurde teilweise erreicht.

### Verwirklichung der Kriegsziele der Hamas
Die prekäre Lage der Hamas, die für die Eskalation ursächlich war, hat sich durch den Ausgang des Konfliktes kaum gebessert: Die Organisation ist in der islamischen Welt nach wie vor weitgehend isoliert und von finanziellen Unterstützungen abgeschnitten. Lediglich Katar hält Hamas immer noch die Treue. Zur von der Hamas angestrebten Freilassung ihrer rund 300 militanten Aktivisten, die israelische Sicherheitskräfte im Zusammenhang mit der Entführung bzw. Ermordung der drei Jugendlichen festgenommen hatten, enthält der Waffenstillstand keine konkreten Regelungen. Jedoch konnten hinsichtlich der im Verlauf des Konfliktes als weiteres Ziel benannten Aufhebung der „Gaza-Blockade“ einige Zugeständnisse erreicht werden. So sollte die Fischfangzone des Gazastreifens schrittweise erweitert werden und einige Grenzübergänge wurden wieder geöffnet. Tatsächlich wurden kurz darauf diese Abmachungen wieder ignoriert, heute gibt es keine offenen Übergänge und die Fischfangzone wurde weiter eingeschränkt. Dass Israel auf einige die Palästinenser belastende Maßnahmen verzichtet, bedeutet aber nicht, dass es die restriktiven Beschränkungen an der Grenze zum Gazastreifen insgesamt aufhebt.

## Auswirkungen

### Opfer

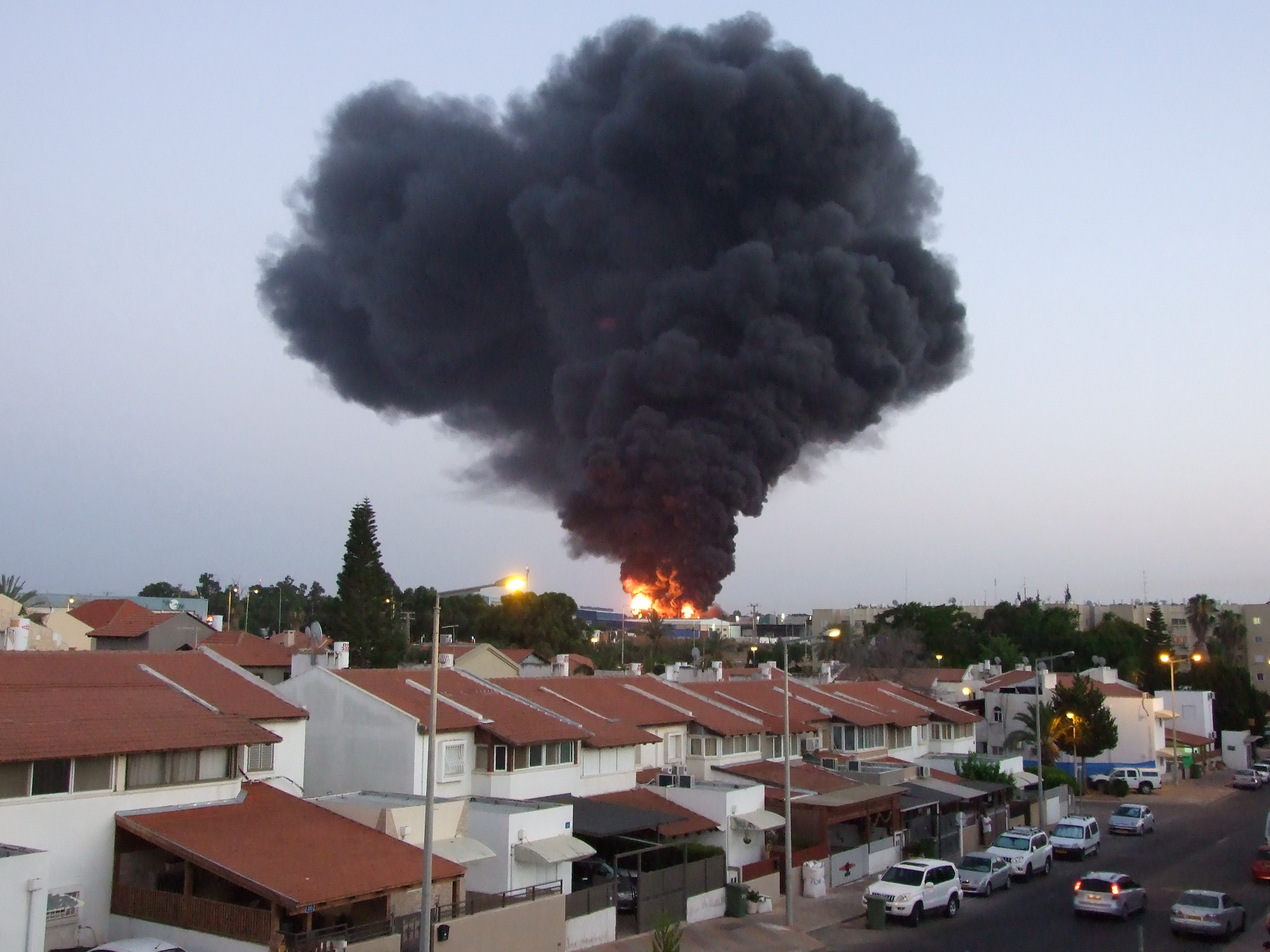
Brennende Fabrik in Sderot nach Raketentreffer aus dem Gazastreifen am 28. Juni

Nach palästinensischen Angaben sind bis zum 26. Juli mindestens 1030 Menschen getötet worden. Nach Angaben des UN-Nothilfebüros Ocha handele es sich bei zwei Dritteln der Todesopfer um Zivilisten, laut palästinensischen Angaben seien 70 Prozent der Verletzten Zivilisten, zwei Drittel der Toten seien Frauen und Kinder. Diesen Angaben zu Alter und Geschlecht der Toten widerspricht eine vom arabischen Nachrichtensender Al Jazeera veröffentlichte und ständig aktualisierte Liste von Todesopfern beider Seiten mit Namen, Alter und Sterbeort. Nach israelischen Untersuchungen seien mindestens 47 Prozent der Getöteten keine Zivilisten, sondern Kämpfer. Dies sei mit Namen und Fotos belegt und würde unabhängigen Ermittlern übergeben. Ohne Aussagen über Zivilisten zu treffen, ergab eine Auswertung am 14. Juli, dass 150 der zu diesem Zeitpunkt 170 palästinensischen Opfer männlich gewesen seien, von diesen wiederum waren 130 über 16 Jahre. Die widersprüchlichen Angaben seien auch auf die Taktik der Hamas-Kämpfer zurückzuführen, sich nicht als Soldaten zu erkennen zu geben, sondern beispielsweise mittels langer Frauenkleider unter die Zivilisten zu mischen. Außerdem würden Zivilisten anfangs bereits Tage vor den Angriffen durch israelische Flugblätter, SMS und Anrufe wiederholt aufgefordert, die Kampfgebiete zu verlassen. Viele verließen diese jedoch nicht, da sie von der Hamas gezwungen würden, in dieser Gegend zu bleiben. Mit Ausweitung der Kampfhandlungen verkürzen sich die Vorwarnzeiten jedoch teilweise auf weniger als eine Stunde. Tatsächlich hätte es ohnehin praktisch keine Möglichkeit gegeben, den umzingelten Gazastreifen zu verlassen. Deshalb wurde diese Praxis von Menschenrechtsorganisationen als purer Zynismus bezeichnet oder als Propaganda für Medien im Ausland, die vielleicht die geographischen Bedingungen vor Ort nicht kennen.
Allein in den 24 Stunden vom 20. bis zum 21. Juli wurden 107 Palästinenser getötet, davon 23 Frauen und 35 Kinder. In derselben Zeit wurden 13 israelische Soldaten getötet. Die Zahl der Obdachlosen, die in Notunterkünften der UNRWA Zuflucht suchen mussten, stieg in diesen 24 Stunden von 63.000 auf 84.843. Unter den Toten des 21. Juli befand sich auch ein Elternpaar und ihre fünf Kinder im Alter von vier bis zwölf Jahren, die alle die deutsche Staatsbürgerschaft erworben hatten.
Nach Verkündung der Waffenruhe zählten die Hamas-geführten Behörden bis zum 4. August 1865 Todesopfer, schlüsselten diese aber nicht nach Zivilisten und Kämpfern auf. Die UNO zählte 1814 Tote und schätzte, 72 % davon seien zivile Opfer. Israelische Stellen gehen von rund 900 getöteten feindlichen Kämpfern aus. Basierend auf den Namen von 1431 Opfern berechnete die New York Times, dass 34 % der Todesopfer Männer im Alter zwischen 20 und 29 waren. Diese Gruppe, die am wahrscheinlichsten an Kampfhandlungen beteiligt ist, macht jedoch nur 9 % der Bevölkerung des Gazastreifens aus. Frauen und Kinder, die 71 % der Bevölkerung stellen, machten 33 % der Opfer aus.
Obwohl bis zum 3. August etwa 3000 Raketen auf Israel abgefeuert wurden, gab es dort nur wenige Todesopfer und Verletzte. Dies ist auf die vielfältigen Warn- und Schutzmöglichkeiten wie Bunker, Sirenen und das Iron-Dome-System zurückzuführen. Am 15. Juli starb ein 37-Jähriger, nachdem er von einer Mörsergranate getroffen wurde. Ein Soldat starb am 17. Juli bei einem Einsatz im Norden des Gazastreifens, die Todesursache war vorerst unsicher. Am 19. Juli wurden zwei weitere Soldaten in einem Feuergefecht mit Hamas-Terroristen getötet, die durch einen Tunnel nach Israel eingedrungen waren. Am 20. Juli wurden 13 Soldaten der Golani-Brigade bei Gefechten getötet. Bis zum 21. Juli 2014 verzeichnete Israel insgesamt 25 Gefallene. Eine ältere Frau verstarb am 11. Juli, als sie einen Schutzraum aufsuchte; die Behörden gehen von einem Herzinfarkt aus. Am 11. Juli wurde in Ashdod eine Tankstelle von einer Hamas-Rakete getroffen, ein 50-jähriger Mann erlitt schwere, sieben weitere Personen leichte Verletzungen. In Ashkelon wurde am 13. Juli ein 16-Jähriger schwer und ein 50-Jähriger leicht verletzt, nachdem zwei Geschosse in einem Wohngebiet im Süden der Stadt eingeschlagen waren. Am gleichen Tag wurden vier israelische Marinesoldaten bei einem Kommandoeinsatz verwundet. Bis zum 15. Juli wurden insgesamt 28 israelische Zivilisten und 17 Soldaten verwundet.

#### Menschliche Schutzschilde
Netanjahu begründete die hohe Zahl ziviler palästinensischer Opfer damit, dass Israel seine Raketenabwehr zum Schutz der Bevölkerung einsetze, während die Hamas die Bevölkerung zum Schutz der Raketen benutze. Die Hamas rufe die Bevölkerung des Gazastreifens dazu auf, sich als menschliche Schutzschilde zu postieren. Sie sollten sich auf die Dächer ihrer Häuser stellen und dadurch israelische Angriffe verhindern, weil Israel bemüht sei, keine Zivilisten in Mitleidenschaft zu ziehen. In einem Fall verteidigte die IDF einen Angriff, bei dem zuvor gewarnte Bewohner unmittelbar vor dem Angriff zurückgekehrt waren, der Einschlag der israelischen Rakete sei zu diesem Zeitpunkt nicht mehr zu verhindern gewesen. Verschiedene Beobachter sind überzeugt, dass die zahlreichen zivilen palästinensischen Opfer von der Hamas bewusst in Kauf genommen werde, da ihr Kalkül darauf ziele, dass diese in der öffentlichen Meinung nicht ihr, sondern Israel angelastet würden.
Nach Einschätzung von Oberst a. D. Richard Kemp, der 2003 das britische Afghanistan-Kontingent in Kabul geführt hatte, versuchen die israelischen Streitkräfte soweit irgendwie möglich, Opfer unter der palästinensischen Zivilbevölkerung zu vermeiden. Die Hamas habe eine Win-Win-Situation, indem sie die Bevölkerung als menschliche Schutzschilde nehme. Entweder führe das dazu, dass Israel aus Rücksicht die Operation abbreche, oder aber, falls Opfer entstehen, dass diese zu Propagandazwecken missbraucht werden können. Andere Beobachter widersprechen dem Vorwurf der menschlichen Schutzschilde, denn die Hamas übe in diesen Fällen keinen Druck auf die Bewohner aus, und die Bevölkerungsdichte sei insgesamt zu hoch, als dass Zivilisten den Angriffen ausweichen könnten.
Dabei steuere die Hamas jedoch auch gezielt die Berichterstattung. So schrieb der ARD-Korrespondent Richard C. Schneider in einem Beitrag für die FAZ, dass die Zensur der Hamas auch bei Agenturmaterial ein bekanntes Problem sei. „Bilder, die der Hamas nicht genehm sind, werden nicht zugelassen“. Unter anderem werden Journalisten und Fotografen angewiesen, keine Uniformierten, militärische Einrichtungen oder Vorbereitungen zu Angriffen zu dokumentieren. Auch auf israelischer Seite haben Journalisten Zugang zur Front nur in Begleitung von Presseoffizieren der IDF. Grenzübergänge nach Gaza für die Journalisten zu öffnen, lehnt Israel wegen Sicherheitsbedenken ab.
Nach Ende der Kampfhandlungen wurden rund 30 dieser Terrortunnel von israelischen Kräften entdeckt und zerstört. Die Hamas nutzt Schulen und andere nach dem Kriegsvölkerrecht geschützte Einrichtungen als Schutz für ihr Tunnelsystem: Im Juni 2017 wurde einer im Flüchtlingslager Maghasi unter zwei Schulen des UN-Flüchtlingshilfswerkes UNRWA gefunden. Im Oktober 2017 entdeckte die UNRWA selbst einen Tunnel unter einer ihrer Schulen und protestierte gegen die „Verletzung des Ortes und die Nichtachtung der Neutralität der Standorte der UNO“. Israels UN-Botschafter Danny Danon wertete die Entdeckungen als Beweis dafür, dass „die Kinder des Gazastreifens als menschliche Schutzschilde benutzt“ würden.

#### Eigenbeschuss
Am 16. Juli 2014 erklärte der Sprecher der IDF, Peter Lerner, die Hamas habe 100 Raketen abgeschossen, die aber den Gazastreifen getroffen hätten. Über 500 Raketen, die die Hamas in den letzten drei Wochen abgeschossen habe, seien auf ihrem eigenen Gebiet gelandet. Nach Darstellung des israelischen Botschafters in den USA, Ron Dermer, waren dies ein Fünftel aller 2500 abgeschossenen Raketen. Er bezog sich dabei auch auf zwei Vorkommnisse, nämlich den Beschuss des Shifa-Krankenhauses und den eines Parks nahe einem Flüchtlingslager. Auch diese seien der Hamas zuzuschreiben. Peter Lerner äußerte dazu, die IDF hätten zu dem fraglichen Zeitpunkt weder bei dem Shifa-Krankenhaus noch bei dem Al Shati-Flüchtlingslager operiert. Die 10 Toten und 46 Verletzten seien allein der Hamas zuzuschreiben. Die Hamas schösse Raketen auf Israel, welche aber häufig zu kurz flögen. Diese Darstellung wurde von Gabriele Barbati, einem italienischen Journalisten vor Ort, bestätigt.
Eine der Hamas-Raketen schlug sogar im Westjordanland ein und zerstörte dort ein palästinensisches Haus.

#### Hinrichtung angeblicher Kollaborateure durch Hamas
Ende Juli berichtete die Times of Israel unter Berufung auf eine palästinensische Nachrichtenagentur, dass die Hamas – wie bereits früher geschehen – mehr als 30 Palästinenser als „Kollaborateure“ exekutiert habe. Demnach habe die Hamas mutmaßliche Spione im Norden von Shejaiya, einem Bezirk von Gaza-Stadt, festgenommen und anschließend im Schnellverfahren hingerichtet. Sie sollen der israelischen Armee mögliche Ziele wie Hamas-Häuser angezeigt haben. Bei ihnen seien Waffen, Telefone und SIM-Karten des israelischen Anbieters Orange gefunden worden. Human Rights Watch und andere Menschenrechtsgruppen verurteilten die Hinrichtungen. Der Innenminister der Hamas berichtete bereits am 15. Juli, dass der interne Sicherheitsdienst eine Reihe „subversiver Attacken“ gegen „unser Volk und unseren Widerstand“ verhindert habe. Der Sprecher des Ministeriums, Iyad Al-Bozom, bestätigte, dass „jeder Verrat oder jede feige Tat gegen unser Volk“ mit der härtesten Strafe des palästinensischen Rechts geahndet würde. Die Augen des internen Sicherheitsdienstes seien im ganzen Gazastreifen verteilt und würden die „Heimatfront“ sichern.
Weiterhin berichtete die Times of Israel am 11. August 2014, unter Berufung auf einen ehemaligen Tunnelarbeiter, dass die Hamas Dutzende von Tunnelarbeitern in den letzten Wochen exekutiert habe. Der Grund sei, dass die Hamas befürchtet habe, die Tunnelarbeiter könnten die Position der Tunnel an Israel verraten.
Am 22. August tötete die Hamas erneut 18 Palästinenser, darunter zwei Frauen, wegen des Vorwurfs der Kollaboration mit Israel. Elf wurden am Morgen vor einer ehemaligen Polizeistation hingerichtet, sieben weitere wurden im Anschluss an das Freitagsgebet vor einer Moschee erschossen. Bereits am Vortag brachte man drei Palästinenser als „Spione“ um. Die öffentlichen Hinrichtungen sollen der Abschreckung von Nachahmern dienen. Palästinensische Menschenrechtsgruppen kritisierten die Exekutionen, Hamas kündigte jedoch weitere Hinrichtungen an.

#### Überprüfbarkeit von Opferzahlen
Angaben zu palästinensischen Opfern hinsichtlich Anzahl und Status als Kämpfer oder Zivilist sind im laufenden Konflikt schwer nachprüfbar. Die Hamas selbst bezeichnet nur Tote in Tarnuniform als Kämpfer. Die Basler Zeitung schrieb, dass im Gaza-Konflikt von 2008 Hamas-Terroristen in Zivil gekämpft und so das Verhältnis von getöteten Zivilisten zu eigenen Kämpfern manipuliert hätten, ARD-Aufnahmen hätten Hamas-Kämpfer in ziviler Kleidung mit darunter versteckten Sturmgewehren gezeigt, und die Hamas habe selbst später die Zahl der eigenen getöteten Kämpfer um Faktor drei nach oben korrigiert. Auch für Operation Protective Edge bezifferten die Israelischen Verteidigungsstreitkräfte die Opferzahl im Gazastreifen bis zum 5. August in Übereinstimmung mit anderen Berichten auf 1.768, gaben jedoch mit „750 bis 1.000“ einen deutlich höheren Anteil von getöteten Kämpfern an als die palästinensischen Quellen.

#### Rückführung
Auf einer Gedenkveranstaltung für die Gefallenen im Juli 2019 versicherte der israelische Premier Benjamin Netanjahu, die Leichname von Oron Schaul und Hadar Goldin, die sich noch in den Händen der Hamas befinden, zurückzuholen. Oron Schaul kam am 20. Juli 2014 und Hadar Goldin am 1. August 2014 ums Leben.

### Internationale Reaktionen

#### Politik
Bundeskanzlerin Angela Merkel hat mehrfach das legitime Recht Israels betont, sich angemessen zu verteidigen. Im Rahmen einer Pressekonferenz äußerte sie, dieses Recht gelte auch bezüglich der Bodenoffensive. Deutschland stehe dabei an der Seite Israels. Jedes Land müsse sich, wenn es so angegriffen werde, wehren.
Präsident Barack Obama rief in der Tageszeitung Haaretz sowohl die israelische als auch die palästinensische Seite zur Zurückhaltung auf und propagierte dabei eine friedliche Lösung, die in zwei Staaten enden solle.
Auch der UN-Sicherheitsrat forderte in einer am 12. Juli 2014 verkündeten einstimmigen Erklärung beide Konfliktparteien zum Abschluss eines Waffenstillstandes auf. Der türkische Regierungschef Erdoğan warf bei einer Wahlkampfveranstaltung den Israelis vor, sie hätten „kein Gewissen, keine Ehre, keinen Stolz. Jene, die Hitler Tag und Nacht verurteilen, haben Hitler in Sachen Barbarei übertroffen.“
Der iranische Präsident Hassan Rohani erklärte anlässlich des al-Quds-Tags am 25. Juli 2014, es könne für die Palästinenser keinen diplomatischen Ausweg, sondern nur den des Widerstands geben, und warf Israel Völkermord vor. Zum Fastenbrechen am Ende des Ramadan bezeichnete der oberste politische und religiöse Führer Irans, Ajatollah Ali Chamenei, Israel in einer Fernsehansprache als „tollwütigen Hund“: „Dieser tollwütige Hund, dieser raubgierige Wolf hat unschuldige Menschen angegriffen, und die Menschheit muss darauf reagieren. Das ist ein Völkermord, eine Katastrophe historischen Ausmaßes.“ Weiter führte er aus, die Menschen im Gazastreifen hätten nur wenige Mittel zur „Verteidigung“, die die Amerikaner und Europäer ihnen auch noch nehmen wollten. Chamenei betonte, der Iran sei ausdrücklich für eine Bewaffnung der Hamas, und forderte: „Jeder, der dazu die Möglichkeit hat, vor allem in der islamischen Welt, sollte alles in seiner Kraft Stehende unternehmen, um die palästinensische Nation zu bewaffnen“. Er forderte alle Muslime auf, die Palästinenser mit Waffen zu unterstützen, damit sie sich gegen „diesen Völkermord“ wehren könnten.
Ende Juli äußerten sich Chile, Peru und El Salvador besorgt über die Lage im Gazastreifen und beorderten ihre Botschafter in Israel für Konsultationen zurück. Zudem riefen die fünf Mercosur-Staaten bei ihrem Gipfel in Caracas zu einem sofortigen Waffenstillstand auf. Boliviens Präsident Evo Morales, der bereits 2009 alle diplomatischen Beziehungen zu Israel abgebrochen hatte, bezeichnete Israel als einen „Terror-Staat“ und verkündete, dass es israelischen Bürgern nun nach Kabinettsbeschluss verboten sei, ohne Visum einzureisen. Das israelische Außenministerium zeigte sich in einer Erklärung „enttäuscht“ über die Schritte dieser Staaten.
Nach Ansicht der UN-Menschenrechtskommissarin Navi Pillay gebe es Anzeichen für Kriegsverbrechen auf Seiten Israels. Es sei wahrscheinlich, dass durch die Israelischen Verteidigungsstreitkräfte das Völkerrecht verletzt wurde, da Angriffe auf Wohnhäuser, Schulen und UN-Einrichtungen stattfanden. Sie verurteile allerdings auch die Angriffe der Hamas, weil diese wahllos israelische Siedlungen unter Raketen- und Mörsergranatenbeschuss nehme.
Am 28. Juli forderten 100 Kongressabgeordnete der USA die UNO auf, die Hamas für Menschenrechtsverstöße zu verurteilen. Die Hamas benutze ihre Bevölkerung als menschliche Schutzschilde, beschieße die Bevölkerung Israels und breche die Waffenstillstandsvereinbarungen. Die Antragsteller äußerten weiterhin, Israel unternehme alles in seiner Macht Stehende, nicht allein die eigene Bevölkerung zu schützen, sondern auch, so gut wie möglich, die Bevölkerung des Gazastreifens. Der Missbrauch der Bevölkerung zur Absicherung militärischer Ziele durch die Hamas sei ein direkter Verstoß gegen die Genfer Konventionen und würde die Opferzahlen in die Höhe treiben.
Auffällig zurückhaltend verhielten sich – bis auf das die Hamas unterstützende Emirat Katar – praktisch alle arabischen Staaten. Im Gegensatz zu früheren Konflikten wurde Israel für sein Vorgehen nicht kritisiert, Ägypten gab sogar offen der Hamas die Schuld an der Eskalation. Beobachter führen dies darauf zurück, dass der islamistische Extremismus für diese Staaten mehr denn je selbst eine Bedrohung geworden ist, sodass Israels Position stillschweigende Duldung erfährt.
Am 5. August 2014 trat die britische Außenstaatssekretärin Baroness Warsi von ihrem Posten zurück, da sie die Gaza-Politik der britischen Regierung nicht mehr unterstützen könne.

#### Demonstrationen und judenfeindliche Ausschreitungen

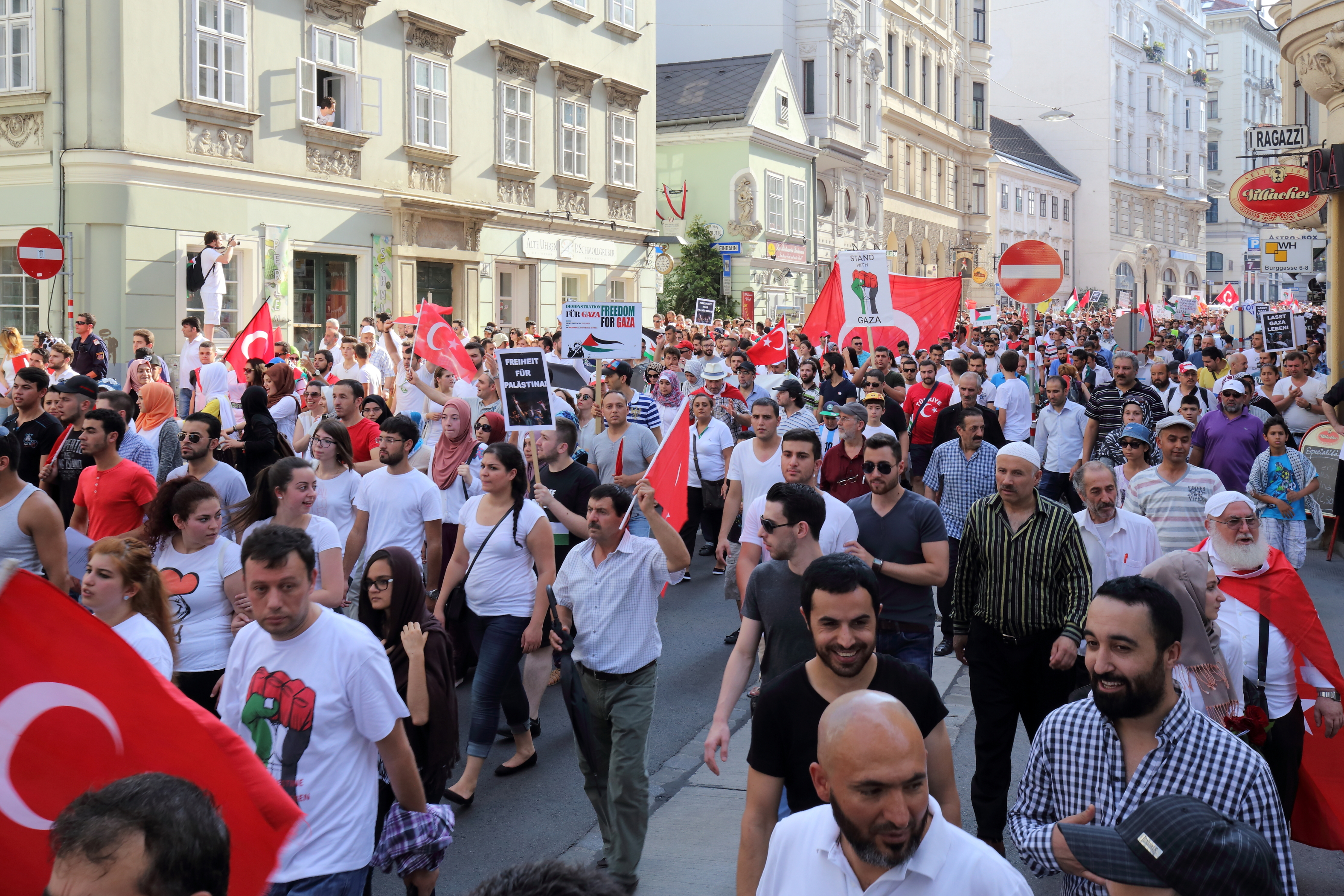
Weitgehend friedliche Großdemonstration mit über 10.000 Teilnehmern gegen die israelische Militäroffensive im Gazastreifen in Wien

Bei propalästinensischen Demonstrationen in Westeuropa kam es teilweise zu pogromartigen Ausschreitungen:
In Paris wurden am 13. Juli 2014 zwei Synagogen angegriffen, wobei gegen eine ein Brandsatz geschleudert wurde und in einer anderen mehrere hundert Teilnehmer eines Gottesdienstes stundenlang am Verlassen des Gotteshauses gehindert wurden, da draußen einige Dutzend überwiegend aus Nordafrika stammende Demonstranten „Tod den Juden“ skandierten. In Bremen griffen Demonstranten einen Redakteur der taz tätlich an und verletzten einen ihm zu Hilfe eilenden Passanten so schwer, dass er in eine Intensivstation eingeliefert wurde. Auch bei einer Regensburger propalästinensischen Demonstration wurden Journalisten beschimpft, bedroht und beim Fotografieren behindert.
Im Vorfeld einer von der Linksjugend Solid Ruhr angemeldeten Demonstration gegen den Gaza-Krieg mit etwa 1000 Teilnehmern wurden in Essen 14 Menschen festgenommen, die einen Anschlag gegen die Alte Synagoge geplant haben sollen. Auf der Demonstration selbst wurden einige antiisraelische und den Holocaust leugnende Transparente (Aufschrift „Israel Terrorist“ und „Angeblich früher Opfer – heute selber Täter“ sowie das Bild einer mit einem Hakenkreuz versehenen israelischen Fahne) gezeigt und die Parole „Kindermörder Israel“ gerufen. Das Webportal Ruhrbarone berichtete zudem von Stein- und Flaschenwürfen auf friedliche Gegendemonstranten, ISIS- und Hamas-Fahnen sowie „Scheiß Juden“-Rufen. Nachdem der WDR die Essener Veranstaltung am Tag selbst zunächst als friedlich und ohne antisemitische Zwischenfälle ablaufend beschrieben hatte, korrigierte er am 21. Juli 2014 sowohl in der Lokalzeit Ruhr als auch in seiner Aktuellen Stunde diese Einschätzung und berichtete von Angriffen gegen proisraelische Gegendemonstranten sowie israelfeindlichen und antisemitischen Äußerungen, wie dem Skandieren von „Adolf Hitler“ und dem Zeigen des verfassungswidrigen Hitlergrußes. Im Januar 2015 verurteilte das Amtsgericht Essen einen 24-Jährigen, der bei der Demonstration „Tod und Hass den Zionisten“ gerufen hatte, wegen Volksverhetzung, da der Begriff Zionist hier als Codewort für Jude genutzt wurde. Fast alle der 48 anderen Verfahren zu dieser Demonstration waren eingestellt worden, da sich entgegen ursprünglichen Annahmen die Täter nicht anhand von Videoaufzeichnungen ermitteln ließen. Das Landgericht Essen bestätigte das Urteil und erhöhte die ausgesprochene Bewährungsstrafe von drei auf zehn Monate.
Auch in Göttingen und Hannover kam es zu gewalttätigen Angriffen auf proisraelische Kundgebungen.
In Mainz wurden am 18. Juli neben einer propalästinensischen Demonstration mit etwa 1500 Teilnehmern auch zwei kleinere proisraelische Kundgebungen abgehalten. Die Allgemeine Zeitung berichtete von einer strikten Geschlechtertrennung der propalästinensischen Veranstaltung, auf der Parolen wie „Freiheit für Palästina“, „Nieder, nieder Israel“, „Kindermörder Israel“ und „Tod, Tod, Israel!“ unter Koordination des Organisators Fatih Bayram skandiert wurden. Zudem seien „grüne Fahnen, die denen der Terrororganisation Hamas ähnelten“, und Bilder von deutschen Verbrechen aus dem Zweiten Weltkrieg gezeigt worden. Auf Transparenten wurde der israelische Ministerpräsident Benjamin Netanjahu mit Adolf Hitler verglichen. Gegen Fatih Bayram wurde im Anschluss Anzeige wegen Volksverhetzung gestellt.
Auf einer Demonstration am 20. Juli in Frankfurt am Main wurden neben „Kindermörder Israel“ auch Parolen wie „Frauenmörder Israel“ und „Zionisten sind Faschisten“ gerufen. Die Kundgebung sollte ursprünglich an der Westend-Synagoge enden, was jedoch vom Ordnungsamt untersagt wurde.

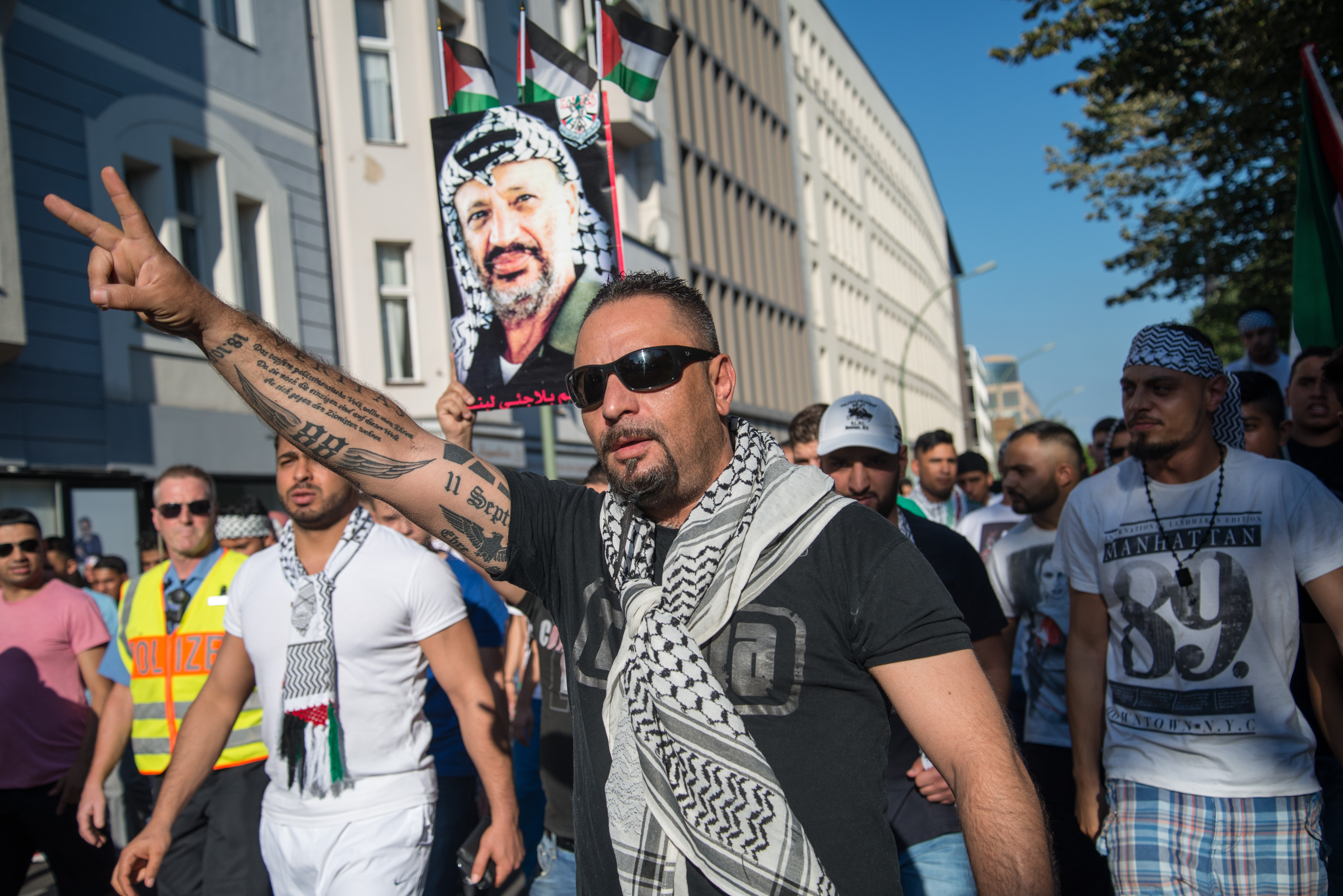
Demonstration in Berlin am 17. Juli 2014: Beim Teilnehmer im Vordergrund ist auf dem Unterarm die von Schwingen umrahmte Zahl achtundachtzig eintätowiert, ein Nazi-Zahlencode für den Hitlergruß.

Am 20. Juli 2014 kam es in Paris erneut zu antisemitischen Ausschreitungen, bei denen propalästinensische Demonstranten Synagogen angriffen und eine in Brand setzten. Das Feuer konnte schnell gelöscht werden. Eine jüdische Apotheke sowie ein koscherer Supermarkt brannten hingegen aus. In Berlin wurden am gleichen Tag israelische Touristen angegriffen, die zufällig den Weg einer propalästinensischen Kundgebung kreuzten. Des Weiteren wurden bei mehreren anti-israelischen Demonstrationen in Berlin antisemitische Parolen wie „Jude, Jude, feiges Schwein, komm heraus und kämpf' allein“ gerufen. Yakov Hadas-Handelsman, der Botschafter Israels in Deutschland, verurteilte dies als Missbrauch der Meinungsfreiheit. Polizei und Staatsanwaltschaft gehen einem Verdacht auf Volksverhetzung nach. Eine Demonstration in Wien am 20. Juli mit 11.000 (Polizeiangabe) bzw. 30.000 Teilnehmern (Veranstalterangabe) verlief hingegen weitgehend friedlich, obwohl auch hier antisemitische Plakate zu sehen waren. Bei einer Demonstration in Bregenz mit 1200 Teilnehmern am gleichen Tag kam es zu Steinwürfen gegen eine kleine Gruppe von Gegendemonstranten. Demonstrationen am Vortag in Graz und Linz mit je 500–600 Teilnehmern blieben jedoch friedlich.
Am 23. Juli wurde in Österreich ein Freundschaftsspiel zwischen Maccabi Haifa und dem OSC Lille abgebrochen, nachdem rund zwanzig türkischstämmige Einheimische den Fußballplatz gestürmt und die israelischen Spieler körperlich attackiert hatten. Die Polizei unterband zwar den Angriff, nahm aber keinen der Täter fest und begnügte sich mit der Aufnahme ihrer Personalien. Die österreichische Spitzenpolitik (u. a. Bundespräsident Heinz Fischer und Bundeskanzler Werner Faymann sowie FPÖ-Chef Heinz-Christian Strache) verurteilte den Vorfall.
Im Zuge der Demonstrationen zum al-Quds-Tag am 25. Juli 2014 kam es in Berlin trotz der Ankündigung der Polizei, hart durchzugreifen, bei der etwa 1200 Personen starken Demonstration zu „Sieg Heil“-Rufen sowie dem Skandieren von Parolen wie „Kindermörder Israel“, „Frauenmörder Israel“, „Zionisten ins Gas“ und „Israel, Israel feiges Schwein, komm heraus und kämpf allein!“. Zudem forderten die Demonstranten ein Ende des „Völkermords“. Nach Polizeiangaben wurden mehrere anti-israelische Aktivisten wegen Körperverletzung und Skandierens verfassungsfeindlicher Parolen festgenommen. Neben Mitgliedern des antizionistischen Flügels der Partei Die Linke marschierten auch einige Neonazis wie Sebastian Schmidtke von der NPD mit. Die zeitgleich und in direkter räumlicher Nähe stattfindenden zwei Gegendemonstrationen besuchten insgesamt etwa 600 Menschen, die unter anderem „Free Gaza from Hamas“ riefen. Für Aufsehen sorgte das Vorgehen der Polizei, gegenüber proisraelischen Demonstranten mit Israelfahne Platzverweise wegen „Provokation“ auszusprechen, während sie laut BZ nach längerer Prüfung unter anderem ein mit zwei Personen bebildertes Plakat, von denen die eine der anderen eine Maschinenpistole an den Kopf hält, mit dem Text „We kill your family, occupy your land, you terrorist“ sowie ein Schild mit der Aufschrift „Stoppt den Völkermord, Stoppt das Massaker“ zuließ. Am selben Tag demonstrierten in Osnabrück etwa 250 Deutsche, Israelis und Palästinenser in einer bis dahin „deutschlandweit einmaligen Aktion“ gemeinsam gegen den Krieg im Heiligen Land. Zu einzelnen Kontroversen und Provokationen (Plakat „Die Welt muss Israel stoppen“ bzw. der Redebeitrag des Ehrenvorsitzenden der Erich Maria Remarque-Gesellschaft, Tilman Westphalen, und seine Bewertung des Sechstagekriegs von 1967) kam es dennoch.
Die Neonazi-Kleinstpartei Der III. Weg und die islamistische Website Muslim-Markt veröffentlichten Aufrufe zum Boykott israelischer Waren.
In Paris versammelten sich am 26. Juli rund 5000 Menschen trotz eines nach den vergangenen antisemitischen Ausschreitungen verhängten Demonstrationsverbotes. Als Teilnehmer der anti-israelischen Kundgebung Steine auf die Polizei warfen, setzte diese Tränengas ein. Unter dem Beifall der Umstehenden und Parolen wie „Israel raus aus Palästina, die Zeit der Kolonien ist vorbei“, „Israel Mörder, Hollande Komplize“ und „Israel verschwinde, Palästina gehört nicht dir“ wurde eine israelische Fahne verbrannt. Demonstrationen in Marseille und Nizza mit tausenden Teilnehmern verliefen friedlich. Auch in London zogen etwa 10.000 Demonstranten an der israelischen Botschaft in Kensington und unter „Schande über Dich, David Cameron“-Rufen am Büro des Premierministers David Cameron vorbei bis vor das Parlament in Westminster. Auf Transparenten wurde „Stoppt Israels Staatsterror“, „Freiheit für Palästina“ und „Gaza – beendet die Belagerung“ gefordert. Die Stop the War Coalition (StWC) als einer der Veranstalter hatte, um sich gegen Antisemitismus-Vorwürfe abzusichern, zuvor die Teilnehmer aufgefordert, auf NS- sowie Holocaust-Vergleiche zu verzichten. Als Redner traten bei den Kundgebungen umstrittene Personen auf wie Baroness Jenny Tonge, die Israel als „Verbrecherstaat“ bezeichnete, der aus der Staatengemeinschaft ausgeschlossen gehöre.
In Wuppertal warfen in der Nacht zum 29. Juli 2014 drei Palästinenser mehrere Brandsätze auf die Bergische Synagoge. Die Täter wurden im Februar 2015 wegen versuchter schwerer Brandstiftung zu 200 Stunden gemeinnütziger Arbeit und Freiheitsstrafen von drei bis 15 Monaten verurteilt, die im Hinblick auf die mehrmonatige Untersuchungshaft und die für das Gericht fehlenden Anhaltspunkte für eine antisemitische Tat zur Bewährung ausgesetzt wurden. Dies wurde als ein gefährlicher Mangel an Wissen, Sensibilität und Courage, einen antisemitischen Anschlag auch so zu benennen, kritisiert.
In arabischen Staaten fanden hingegen keine Demonstrationen zu dieser weiteren Eskalation des Nahostkonflikts statt.

#### Religion
Der oft Hassprediger genannte Imam Abu Bilal Ismail bezeichnete bei seiner Freitagspredigt vom 18. Juli in der Berliner Al-Nur-Moschee Gaza als „Land des Dschihad“ und die Juden als „Schlächter von Propheten“, für deren weltweite Vernichtung er ein Gebet anstimmte. Gegen ihn gingen fünfzehn Anzeigen wegen Volksverhetzung ein – unter anderem vom Zentralrat der Juden und von Hakan Taş, dem sicherheitspolitischen Sprecher der Partei Die Linke im Berliner Abgeordnetenhaus, der zugleich alle türkischstämmigen Bundes- und Landtagsabgeordneten aufrief, sich der Anzeige anzuschließen.
Der Zentralrat der Muslime in Deutschland verurteilte antisemitische Parolen gegen die Politik Israels: „Wer Judenhass predigt oder meint, im Zuge des Gaza-Krieges Antisemitismus verbreiten zu müssen, bewegt sich außerhalb unserer Gemeinden.“
In Osnabrück verständigten sich Juden, Muslime und Christen trotz sehr konträrer Bewertungen der Ereignisse in Gaza auf einen gemeinsamen Friedensappell. Als Friedenssymbol pflanzten Vertreter der drei Religionen einen Weinstock auf dem Platz des Westfälischen Friedens.
In Nürnberg beteiligten sich am 31. Juli 2014 auch Angehörige und Vertreter der islamischen und jüdischen Gemeinde an einer Demonstration gegen Antisemitismus mit 2.000 Teilnehmern.

#### Medien und soziale Netzwerke
Propalästinensische Aktivisten beklagten die ihrer Meinung nach einseitige Berichterstattung von Medien über den Konflikt, die das Leiden der Menschen im Gazastreifen ausblenden würden. Gegen die BBC fanden aus diesem Grund in Großbritannien mehrere Demonstrationen statt. Die BBC wies die Vorwürfe zurück und äußerte, bei der Erklärung der Zusammenhänge dieses komplexen Konflikts verschiedene Sichtweisen darzustellen.
Umgekehrt kritisiert die israelische Seite die ihrer Meinung nach einseitige antiisraelische Berichterstattung der Medien über den Konflikt.
Auf einigen Schweizer Facebook-Seiten, die für die Teilnahme an einer propalästinensischen Demonstration in Zürich warben, posteten Palästina-Sympathisanten antisemitische Kommentare wie „Nur ein toter Jude ist ein guter Jude“, „die einzige Medizin gegen Juden war Adolf Hitler“ und „wir müssen die Juden ausrotten“ bzw. „vergasen“. Den Verantwortlichen droht ein Strafverfahren wegen Verletzung der Rassismus-Strafnorm und wegen Aufrufs zu Gewalt.
Auch in der Türkei kam es zu einem Anstieg antisemitischer Hasskommentare im Internet, darunter auch von Prominenten wie Yıldız Tilbe, die auf Twitter Allahs Segen für Hitler erbat und für das Ende der Juden betete. Ankaras Bürgermeister Melih Gökçek (AKP) gratulierte ihr auf Twitter. Ran Cohen von der israelischen Ärzteorganisation Physicians for Human Rights – Israel beklagte eine Zunahme an antipalästinensischen hasserfüllten Kommentaren in israelischen sozialen Medien; so wurde dort verlangt, „den Job dieses Mal endlich zu Ende zu machen“. Die israelische und die palästinensische Seite sowie deren jeweilige Anhänger nutzen massiv die sozialen Netzwerke, um ihre Sicht des Konflikts zu verbreiten. Dabei verwenden palästinensische Blogger auch Bilder, die nichts mit dem Konflikt zu tun haben.
Gegen den Konflikt wenden sich zahlreiche Twitter-Nutzer unter dem Hash-Tag #JewsAndArabsRefuseToBeEnemies.

### Bericht derHigh Level Military Group
Die High Level Military Group (HLMG) wurde Anfang 2015 gegründet, um das Verhalten des israelischen Militärs während der Operation Protective Edge zu untersuchen. Sie besteht aus hochrangigen Militärs aus einer Reihe westlicher Staaten. Mitglieder der Gruppe unternahmen im Sommer 2015 insgesamt sechs Reisen nach Israel. Nach Aussage der Gruppe gewährten die israelischen Behörden der HLMG einen „beispiellosen Einblick, ohne Zweifel über das Maß hinausgehend, mit dem unsere eigenen Länder in vergleichbaren Situationen Einblick gewähren würden.“
Die HLMG hebt zunächst den asymmetrischen Charakter des Konflikts hervor, in dem ein demokratischer Staat einen Gegner bekämpft, der das Kriegsvölkerrecht missachte und gleichzeitig den Umstand ausnutze, dass die andere Kriegspartei sich an das Kriegsvölkerrecht halte. Das strategische Konzept der Hamas beruhe größtenteils auf einer gezielten völkerrechtswidrigen Einbettung seiner Militäroperationen in die urbane zivile Infrastruktur Gazas, wodurch das israelische Militär gezwungen werde, in diesen urbanen Zentren zu kämpfen. Solche Operationen gehören der HLMG zufolge zu den komplexesten und gefährlichsten Herausforderungen im Rahmen der Kriegsführung.
Der HLMG zufolge trägt die Hamas die alleinige Verantwortung für den Ausbruch des Gaza-Konflikts im Jahr 2014. Israel sei von der Hamas in den Konflikt hineingezwungen worden und habe das Recht gehabt, seine Zivilbevölkerung vor den fortgesetzten Raketenangriffen zu verteidigen. Die militärische Reaktion Israels sei notwendig und gerechtfertigt gewesen. Die Gruppe kommt weiterhin zu dem Schluss, dass Israel während der gesamten Operation Protective Edge die höchsten Standards, die für Militäroperationen in westlichen Staaten gelten, erfüllt und teilweise sogar übertroffen habe. „Wir sind der Auffassung, dass Israel eine beispielhafte Operation durchgeführt hat, mit adäquater Planung und angemessenen limitierten Zielen, wobei sowohl ein hohes Niveau operationaler Fähigkeiten wie auch eine vollständige Einhaltung des Kriegsvölkerrechts gezeigt wurde.“ Das israelische Militär sei oftmals sogar über die Erfordernisse des Kriegsvölkerrechts hinausgegangen, unter Inkaufnahme taktischer Nachteile.
Wenn es in Einzelfällen zu Verstößen gegen die eigenen hohen Standards gekommen sei, seien diese von unabhängigen Stellen untersucht worden, einschließlich kriminalistischer Untersuchungen.
Der Hamas wird von der HLMG vorgeworfen, teilweise auf terroristische Taktiken zurückgegriffen zu haben. Einerseits habe die Hamas vor und während des gesamten Konflikts gezielt israelische Zivilisten angegriffen. Andererseits seien die israelischen Streitkräfte gezwungen worden, in von Zivilisten bewohnten Gebieten zu operieren. Die Hamas habe durch die Einbettung ihrer Operationen in solche Gebiete Verluste unter der eigenen Zivilbevölkerung nicht nur in Kauf genommen, sondern dies sei geradezu ein wesentlicher Teil ihres Konzepts. Hierzu habe insbesondere auch gehört, dass die Hamas ihr militärisches Hauptquartier in einem der größten Krankenhäuser in Gaza aufgeschlagen habe. Die Strategie der Hamas, Verluste unter der eigenen Bevölkerung zu maximieren, diene dazu, Israel gezielt zu delegitimieren. Ein weiterer Bestandteil dieses Konzepts seien gezielte Desinformationskampagnen, um die Weltöffentlichkeit in ihrem Sinne zu beeinflussen.

### Menschenrechtsorganisationen
Amnesty International und Human Rights Watch kritisierten Menschenrechtsverstöße beider Konfliktparteien. Amnesty listete acht Fälle auf, in denen Zivilisten entgegen der Darstellung des israelischen Militärs nicht vor dem Beschuss ihrer Häuser gewarnt wurden, und erklärte, die Strategie der wiederholten und unverhältnismäßigen Zerstörung von Häusern verstoße fundamental gegen das Völkerrecht. Der Hamas wirft Amnesty International vor, wahllos Waffen in Richtung ziviler Gebiete in Israel abgefeuert und dabei sowohl israelische als auch palästinensische Zivilisten getötet oder verletzt zu haben. Human Rights Watch kritisierte, dass Menschenrechtsgruppen der Zugang zum Gazastreifen sowohl von Israel als auch von Ägypten verweigert werde.
Das Internationale Komitee vom Roten Kreuz (IKRK) kündigte eine Untersuchung zu den Angriffen auf Rettungskräfte im Gaza-Konflikt an und erklärte, das humanitäre Völkerrecht sei in diesem Konflikt „nicht präzise und ehrgeizig“ angewendet worden. Das Büro des UN-Hochkommissars für Menschenrechte forderte, mögliche Kriegsverbrechen im Gaza-Konflikt vor den Internationalen Strafgerichtshof in Den Haag zu bringen.
In einem neun Monate nach Ende der Feindseligkeiten veröffentlichten Bericht warf Amnesty International der Hamas vor, sie habe während der Kämpfe mit Folter, Verschleppungen und Massenerschießungen eine brutale Kampagne nicht nur gegen angebliche Kollaborateure, sondern auch zur Ausschaltung politischer Rivalen geführt. So seien sechs Männer vor eine Moschee geschleift und dann vor Hunderten von Zuschauern in den Kopf geschossen worden.
Der Völkerrechtsexperte Claus Kreß, Direktor des Kölner Instituts für Friedenssicherungsrecht und Mitglied des Fachausschusses Humanitäres Völkerrecht des Deutschen Roten Kreuzes, erklärte in einem Interview mit dem Deutschlandfunk am 30. Juli 2014, dass er bei dem Konflikt keine Anzeichen für israelische Kriegsverbrechen sehe, wohl aber Völkerrechtsverstöße durch die Hamas. Bei den Raketenangriffen aus dem Gazastreifen handle es sich um völkerrechtswidrige Terrorakte. Darüber hinaus unternehme die Hamas gezielte Angriffe auf die israelische Bevölkerung, was ein grober Verstoß gegen das Konfliktvölkerrecht sei. Die Hamas begehe auch Kriegsrechtsverstöße, weil sie systematisch militärische Ziele und zivile Orte miteinander vermische und dadurch die Zivilisten im Gazastreifen in eine eminente, ständige Gefahr bringe, Opfer der Kampfhandlungen zu werden.

### Reaktionen in Israel
Die israelische Öffentlichkeit steht in ihrer Mehrheit klar hinter dem Militäreinsatz. Laut vom Israel Democracy Institute veröffentlichten Umfragen (vom 14., 16./17. und 23. Juli 2014) halten im Schnitt 95 % der jüdischen Israelis den Militäreinsatz für gerecht, über 90 % halten die dabei eingesetzten militärischen Mittel für angemessen (37–60 %) oder nicht ausreichend (33–57 %). Im Unterschied zu früheren Militäroperationen sei diese Unterstützung konstant, trotz israelischer Verluste und internationaler Kritik.
Einige Hardliner in Israel kritisierten die ihrer Ansicht nach mangelnde Härte des Vorgehens in Gaza. Der frühere Vorsitzende des Nationalen Sicherheitsrates, Generalmajor a. D. Giora Eiland, meinte, man hätte nicht nur der Hamas, sondern dem Staat Palästina den Krieg erklären und rücksichtsloser gegen die Zivilbevölkerung in Gaza vorgehen sollen, die es ja im eigentlichen Sinne aufgrund ihrer massiv anti-israelischen Haltung, ihrer massiven Unterstützung für die Hamas und ihres die Existenz Israels bedrohenden eliminatorischen Antisemitismus gar nicht gäbe. Der stellvertretende Parlamentspräsident Israels und Abgeordnete der Regierungspartei Likud Moshe Feiglin verlangte in einem auf Facebook auf Hebräisch veröffentlichten offenen Brief an Premierminister Benjamin Netanyahu, Gaza in ein „neues Jaffa“ zu verwandeln, indem man die arabische Bevölkerung in arabische Nachbarländer oder andere Staaten umsiedeln und sämtliche gegen Israel gerichtete arabische zivile und militärische Einrichtungen vernichten solle. Anschließend solle der Gazastreifen von Israel annektiert und die im August 2005 geräumten jüdischen Siedlungen wiedererrichtet werden und eine Basis für die vollständige jüdische Besiedlung des Gazastreifens bilden. Feiglins Vorschläge stießen international teilweise auf heftige Kritik, die ihrerseits Konzentrationslager-Vergleiche bemühte, was ihn nicht davon abhielt, sie in einem CNN-Interview zu wiederholen, wobei er Wert darauf legte, dass er keine Konzentrationslager, sondern Schutzzonen (sheltered areas) für die palästinensische Zivilbevölkerung gefordert habe.
Nach einem Attentat am 4. August mit einem Bagger, bei dem ein Araber in Jerusalem einen Rabbiner getötet und einen Bus umgeworfen hatte, rief eine aufgebrachte Menschengruppe „Tod den Arabern“. Die gleiche Parole skandierten Anhänger der rechtsgerichteten Lehava-Bewegung bei der Hochzeit einer vom Judentum konvertierten Muslimin mit einem Muslimen am 17. August in Tel Aviv. Staatspräsident Reuven Rivlin missbilligte dies als Untergraben der Koexistenz der Bevölkerungsgruppen im demokratischen Israel. Die israelische Polizei hielt die Demonstranten auf Abstand und verhaftete vier davon. Linksgerichtete Gegendemonstranten und Israels Gesundheitsministerin Ja’el German wünschten dem Brautpaar Glück.
Der Holocaust-Forscher Yehuda Bauer stellte fest, dass die „überwältigende Mehrheit der israelischen Juden und eine ganze Menge israelischer Araber“ sich mit dem israelischen Vorgehen identifizieren und „rechte Einstellungen“ gestärkt worden seien. Ein Teil der Opposition sei dagegen, was sie durch Demonstrationen deutlich gemacht habe. Aber, so Bauer, es gebe über die mehrheitlich gutgeheißene Tunnelzerstörung hinaus eine „wachsende Ablehnung weitergehender Schritte“, und die Armeeführung wolle Gaza auch nicht erobern. Des Weiteren hält er es für unmöglich, die Hamas, die er als „gewalttätig, völkermörderisch und antisemitisch“ bezeichnet, militärisch zu besiegen, und fordert sowohl von Israel Dialogbereitschaft mit der Hamas, um sie ideologisch zu schwächen, als auch eine Stärkung moderater Kräfte der Palästinenser, um im Zusammenschluss mit regionalen und internationalen Mächten einen Kompromiss zu erreichen.
Während sich selbst linksliberale Israelis wie der Soziologieprofessor Natan Sznaider während des Krieges hinter ihre konservative Regierung stellten, gewann umgekehrt auch bei Hardlinern wie dem Publizisten Noah Klieger eine Zweistaatenlösung mit einem unabhängigen Palästinenserstaat an Zustimmung.
Am 31. August 2014 beschloss die israelische Regierung einen 5-Jahres-Plan im Umfang von 1,5 Milliarden Shekel (etwa 320 Mio. Euro) für Sderot und die Gemeinden entlang der Grenze zum Gazastreifen, mit dem die Schäden beseitigt und die Sicherheit der Zivilbevölkerung erhöht werden soll. In einem zweiten ähnlichen Paket soll die Entwicklung der Städte und Gemeinden im Süden gefördert werden. Die zionistische Antwort an jene, die nach unserem Leben trachten, ist es nicht nur, sie abblitzen zu lassen […], sondern auch, unseren Staat weiter zu entwickeln.

### Reaktionen in Palästina
Kurz nach dem Ende der Kämpfe warf Palästinenserpräsident Mahmud Abbas der Hamas vor, dieses unnötig hinausgezögert zu haben. Alle Toten, Verletzten und Gebäudeschäden bezeichnete er als für die Palästinenser vermeidbar. Der Raketenkrieg der Hamas fand jedoch in Westbank und Ostjerusalem die Zustimmung von Teilen der Bevölkerung und der Fatah-Partei.